# Список місій Grand Theft Auto V
У цій статті наведено список сюжетних місій гри Grand Theft Auto V. На відміну від попередніх ігор серії, в яких тільки один головний герой, в цій грі вже цілих три головних героя. Деякі місії доступні одним головним героям і недоступні іншим. Місії доступні Майклу позначені синіми квадратиками, доступні Франкліну зеленими, а доступні Тревору помаранчевими.

## Вступний ролик
У 2004 році троє грабіжників Майкл Таунлі, Тревор Філіпс та Бред Снайдер грабують банк в місті Людендорф, Північний Янктон. Майкл з Бредом заганяють працівників банку в одну кімнату, а Тревор тим часом встановлює вибухівку на двері сейфу. Після цього Майкл за допомогою мобільного телефону активує вибухівку, яка зносить двері сейфа. Всі троє заходять всередину та забирають гроші. Коли вони виходять, охоронець раптом підкрадається до Майкла і приставляє пістолет до його голови. Охоронець зриває з Майкла маску і бачить його обличчя. Охоронець каже, що запам'ятав його, але Майкл відповідає «Кожного дня ти забуваєш тисячі дрібниць. Хай це буде одна з них». Тревор точним пострілом в голову вбиває охоронця, і троє грабіжників біжать до виходу. Двері виходу зачинені, тож грабіжники знову використовують вибухівку щоб їх відкрити. Коли двері вибухають, спрацьовує сигналізація. Грабіжники виходять на вулицю і до них вже під'їжджають поліцейські машини. Грабіжники перестрілюючись з поліцією прориваються до своєї машини, сідають в неї і їдуть. Поліцейські машини переслідують машину грабіжників. Поліцейські починають стріляти в сторону машини грабіжників і вбивають водія. Майкл, який сидить на передньому пасажирському сидінні, викидає тіло водія з машини і сідає за кермо сам. Майкл таранить поліцейську машину і та вилітає з дороги. Грабіжники поспішають до свого гелікоптера, на якому збираються втекти від поліції. По дорозі до нього знаходиться залізничний переїзд. До нього наближається потяг. Майкл ледь встигає переїхати переїзд. Потяг чіпляє задній край машини і її розвертає. Легко поранені грабіжники вибігають з машини і біжать до місця де має бути гелікоптер, але його там нема. Раптом хтось починає стріляти по них зі снайперської гвинтівки. Снайпер важко ранить Бреда. Майкл підбігає до нього щоб допомогти, але сам отримує поранення. Майкл кричить Тревору, щоб той втікав, але Тревор не хоче кидати Майкла. Приїжджають поліцейські і Тревор починає відстрілюватися від них. Врешті Тревор розуміє, що поліцейських занадто багато, тому втікає. Поліцейським не вдається його наздогнати, але вони заарештовують Майкла. Через деякий час проводиться інсценування поховання Майкла, за яким він сам спостерігає зі сторони.

## Лос-Сантос
| Назва | Місце                        | Хто видає        | Хто виконує |
| --- | ---------------------------- | ---------------- | ----------- |
| |                              |                  |             |
| "Franklin and Lamar" (укр. Франклін та Ламар) | Дель-Перро, Лос-Сантос       | Сімон Етарян     |             |
| Через 9 років в 2013 році Майкл, який вже має інше прізвище Де Санта і живе в Лос-Сантосі, сидить на прийомі в психолога доктора Фрідлендера і жаліється на свого сина Джиммі, який тільки те і робить, що сидить в своїй кімнаті та грає на комп'ютері, і взагалі, жаліється що життя в нього не вдалося. Коли прийом закінчується, Майкл виходить на вулицю і сідає на лавку поруч із офісом психолога. До нього підходять Франклін Клінтон та Ламар Девіс. Ламар питає в Майкла де знаходиться Пляж Бертольт і Майкл відповідає йому. Ламар дякує і разом з Франкліном іде далі. Франклін сварить Ламара за те, що він необережний і хтось може дізнатися, що вони планують викрасти машини. Ламар пояснює Франкліну, що тепер в них цілком законна робота — повертати до магазину машини, за які їх власники вчасно не заплатили. Франклін та Ламар підходять до машин, сідають в них та їдуть. Вони хочуть подивитися на що здатні ці машини, тому їдуть на великій швидкості. По середині дороги їх починає переслідувати поліція, тому Франклін та Ламар розділяються і далі їдуть в автосалон окремо. Франклін відривається від поліції і привозить машину в автосалон в Піллбокс-Хілл, яким володіє бізнесмен Сімон Етарян. Коли Франклін із Ламаром приїжджають, Джиммі Де Санта вибирає в автосалоні машину. Франклін та Ламар залишають привезені машини, йдуть до машини Франкліна, сідають та їдуть до будинку Франкліна, де він живе із своєю тіткою Деніз. |                              |                  |             |
| "Repossession" (укр. Реквізиція) | Піллбокс-Хілл, Лос-Сантос    | Сімон Етарян     |             |
| Франклін приходить в автосалон і там Сімон оголошує що Франклін працівник місяця. Через хвилину приходить Ламар. Сімон каже йому що Франклін став робітником місяця і Ламар починає сильно заздрити. Він вимагає в Сімона зробити робітником місяця його. Врешті Ламар заспокоюється і Сімон відправляє його разом із Франкліном забрати мотоцикл на Веспуччі-Біч. Франклін та Ламар сідають в машину Франкліна і їдуть до Веспуччі-Біч. По дорозі Ламар згадує, що той чоловік, який купував мотоцикл, є членом банди «Вагос», тому в них можуть бути проблеми. Коли вони приїжджають туди, вони бачать декілька гаражів. Вони вирішують подивитися в кожному з них. Коли вони відкривають перший з них, підходять вагоси і питають що вони тут роблять. Ламар дістає пістолет-кулемет і починається перестрілка. Франклін та Ламар перестрілюючись з вагосами пробираються до виходу з провулку. Коли вони підходять туди, вони бачать члена банди «Вагос» на потрібному їм мотоциклі, який починає втікати. Франклін та Ламар сідають в машину та починають наздоганяти його. Коли вони наздоганяють мотоцикліста, Франклін вбиває його і сідає на його мотоцикл. Ламар сідає за кермо машини Франкліна. Вони домовляються їхати до автомийки на бульварі Інносенс в Строберрі. Коли вони туди приїжджають, Ламар каже, що залишить мотоцикл собі, а Сімону вони скажуть що не змогли забрати мотоцикл. Франкліну дуже не подобається ця ідея, але Ламар сідає на мотоцикл та їде геть. |                              |                  |             |
| "Complications" (укр. Ускладнення) | Піллбокс-Хілл, Лос-Сантос    | Сімон Етарян     |             |
| Франклін приходить в автосалон де Сімон просить його забрати машину в Джиммі Де Санти, оскільки той не платить кредитні внески за неї. Сімон каже, що Джиммі живе десь в Рокфорд-Хіллс. Франклін їде до будинку Джиммі Де Санти, непомітно прокрадається всередину будинку, по дорозі вирубаючи садівника, сідає в машину й починає їхати до автосалону, паралельно дзвонячи Сімону і повідомляючи йому, що він забрав машину. По дорозі несподівано ззаду з'являється Майкл Де Санта, приставляє до голови Франкліна пістолет та вимагає розповісти на кого той працює. Франклін розповідає про Сімона Етаряна. Майкл наказує Франкліну їхати до автосалону, що Франклін і робить. Коли вони під'їжджають до автосалону, Майкл наказує Франкліну розігнатися та заїхати всередину автосалону через вітрину. Франклін дуже неохоче, але робить це. Як тільки машина опиняється всередині, до неї підбігає Сімон. Франклін та Майкл виходять з машини. Майкл дає Франкліну гроші та каже забиратися звідси, що Франклін і робить. Після цього Майкл б'є Сімона, називає його шахраєм та попереджає ніколи більше не наближатися до його дому, після чого іде геть. |                              |                  |             |
| "Father/Son" (укр. Батько/Син) | Рокфорд-Хіллс, Лос-Сантос    | Майкл Де Санта   |             |
| Вдома в Майкла сильно сваряться Трейсі, його дочка, та Аманда, його дружина. Майкл іде до басейна зі склянкою віскі, лягає на шезлонг і починає слухати музику ніби нічого і не відбувається. Через деякий час приходить Франклін. Майкл питає в нього навіщо той прийшов і Франклін відповідає, що Майкл обіцяв вгостити його випивкою. Майкл із Франкліном розмовляють про життя, після чого Майкл вирішує все ж таки відвезти Франкліна в бар неподалік та пригостити його пивом. Одразу ж в Майкла дзвонить телефон. Це його син Джиммі. Він каже, що він сидить всередині яхти Майкла, яку вкрали коли Джиммі намагався потайки від батька її продати. Зараз яхту везуть по Західному шосе. Майкл злиться на Джиммі. Він разом із Франкліном сідає в машину дружини Майкла Аманди, при чому Майкл сідає за кермо, і їде до Західного шосе, де вони бачать вантажівку, яка везе яхту Майкла. Вони починають їхати за цією вантажівкою. Франклін вилазить на капот, де тримається за лобове скло, Майкл під'їжджає поближче до вантажівки і Франклін стрибає на яхту. Він залазить всередину, але до нього підбігає якийсь чоловік. Між ним і Франкліном починається бійка, і врешті Франклін викидає цього чоловіка на дорогу. Потім приходить ще один і Франклін робить з ним теж саме. Після цього назовні вилазить Джиммі. Раптом щогла яхти починає повертатись, Джиммі чіпляється за неї і щогла повертається так, що Джиммі тепер висить над дорогою. Майкл під'їжджає до Джиммі так, щоб машина знаходилась прямо під ним і Джиммі стрибає в машину. Далі Майкл під'їжджає поближче до яхти і в машину застрибує Франклін. Вони переслідують вантажівку із яхтою, але машина раптом ламається - мотор працює ледь-ледь. Майкл із розчаруванням розуміє, що про подальшу погоню не може бути мови, і їде до автомайстерні біля Міжнародного аеропорту Лос-Сантоса, де йому лагодять машину. По дорозі Майкл просить Франкліна викликати йому таксі і самому відвезти Джиммі додому. Франклін так і робить. Коли Франклін привозить Джиммі додому, той залишає Франкліну свій номер телефону і пропонує колись разом провести час. |                              |                  |             |
| "Chop" (укр. Чоп) | Строберрі, Лос-Сантос        | Франклін Клінтон |             |
| Франклін зустрічає Ламара, який вигулює собаку на ім'я Чоп, біля свого будинку. Ламар пропонує Франкліну викрасти члена банди «Баллас», щоб отримати потім за нього викуп. Франклін неохоче погоджується. Франклін, Ламар і Чоп ідуть до фургона недалеко від будинку Франкліна, сідають в нього і їдуть в Центральний Вайнвуд. Там вони виходять з фургона і бачать балласа. Ламар направляє на нього пістолет, але той втікає на мотоциклі. Франклін із Ламаром швидко сідають назад в фургон та починають переслідувати балласа. Через деякий час він врізається в автобус і падає. Франклін із Ламаром виходять. Баллас починає втікати. Франклін випускає з фургона Чопа і разом з ним біжить за балласом. Баллас біжить до залізничних колій і йому вдається сховатися серед вагонів. Чоп намагається взяти його на нюх. Франклін відкриває двері всіх товарних вагонів, повз які пробігає Чоп, поки нарешті не знаходить балласа в одному з них. Коли його знаходять, він починає втікати, але Чоп наздоганяє його та валить на землю. Підбігає Франклін, відводить балласа до фургона, заштовхує його всередину, сідає за кермо і їде до будинку Ламара. Баллас впізнає Ламара. Коли Франклін під'їжджає до дому Ламара, Ламар дзвонить комусь і вимагає викуп в 40 тисяч доларів за балласа. Франклін вихоплює в Ламара телефон, викидує його в вікно та дає балласу втекти. Франклін каже Ламару, що через цей дзвінок їх буде дуже легко знайти. Франклін відвозить Ламара і Чопа до Центру відпочинку Бі-Джей Сміта і попереджає Ламара, що його тепер можуть шукати балласи чи поліція. |                              |                  |             |
| "Paparazzo" (укр. Папарацці) | Західний Вайнвуд, Лос-Сантос | Беверлі Фелтон   |             |
| Франклін іде по Західному Вайнвуду. Раптом він бачить папараці в кущах. Цей папараці фотографує Франкліна. Франклін питає в нього навіщо той його фотографує. Папараці спершу прийняв Франкліна за знаменитого гангстера-репера Пі-Джі Джексона, але потім зрозумів що помилився. Папараці представився Франкліну. Його звуть Беверлі. Раптом Беверлі бачить як з будівлі поруч виходить акторка Міранда Коуен з охороною і сідає в лімузин. Беверлі хоче її сфотографувати, тому просить Франкліна допомогти. Він каже Франкліну, що якщо в них вийде зробити фотографії, то за них можна буде отримати дуже багато грошей. Франклін сідає за кермо мотоцикла Беверлі, сам Беверлі сідає позаду нього і вони наздоганяють лімузин. Франклін тримає мотоцикл поруч з лімузином, а Беверлі тим часом робить фотографії. Раптом з'являються конкуренти на іншому мотоциклі і теж роблять фотографії. Франклін із Беверлі позбуваються конкурентів і Франклін відвозить Беверлі в Морнінгвуд. Беверлі пропонує Франкліну зустрітися ще раз через тиждень біля готелю «Джентрі Менор». |                              |                  |             |
| "Paparazzo - The Sex Tape" (укр. Папарацці - Секс-плівка) | Західний Вайнвуд, Лос-Сантос | Беверлі Фелтон   |             |
| Франклін приїжджає до готелю «Джентрі Менор» і зустрічається там із Беверлі. Той розповідає, що хоче зняти як знаменитість Поппі Мітчел займається анальним сексом. Беверлі мріє отримати купу грошей за це відео. Беверлі разом із Франкліном пробираються до двору готелю і дійсно бачать, як Поппі Мітчел займається анальним сексом із своїм бойфрендом. Беверлі дає Франкліну фотоапарат і він починає знімати їх на відео. Поппі Мітчел зізнається, що її реальна особистість сильно відрізняється від тієї, яку вона показує на камеру, зокрема її вік насправді більший, ніж вона всім каже. Раптом її бойфренд помічає Франкліна із камерою і кличе охорону. Франклін із Беверлі починають втікати, перестрибують через паркан, сідають в припарковану поруч машину і продовжують втікати на ній. Беверлі сідає за кермо, а Франклін продовжує знімати як Поппі та її охоронець сідають в машини і починають їх переслідувати. Поппі та її охоронець навіть намагаються таранити машину Беверлі та Франкліна. Врешті вони заїжджають на будмайданчик в районі Альта, і Поппі не впоравшись з керуванням врізається у труби, які лежать на будмайданчику. Франклін зняв усе це на відео. Беверлі забирає у Франкліна фотоапарат і висаджує його поруч із будмайданчиком. |                              |                  |             |
| "Grass Roots - Michael" (укр. Травка - Майкл) | Площа Легіону, Лос-Сантос    | Беррі            |             |
| Майкл прогулюється по площі Легіону. Раптом його кличе якийсь чоловік, який сидить за столом, на якому висить плакат із закликом легалізувати марихуану. Він просить Майкла поставити підпис під петицією про легалізацію марихуани. Майкл та цей чоловік обговорюють питання легалізації марихуани. Врешті цей чоловік зізнається, що вирощує марихуану в себе вдома, і дає Майклу косяк із марихуаною. Майкл починає курити цей косяк і в нього починаються галюцинації. Йому здається що до нього з усіх сторін біжать інопланетяни, а він їх відстрілює із шестистволки. |                              |                  |             |
| "Marriage Counseling" (укр. Сімейна консультація) | Рокфорд-Хіллс, Лос-Сантос    | Майкл Де Санта   |             |
| Майкл приходить до себе додому і несподівано бачить свою дружину Аманду у ліжку із її тренером з тенісу. Той, злякавшись, вистрибує у вікно, сідає в машину і починає втікати. Майкл спускається по сходах бажаючи наздогнати тренера з тенісу. Аманда безуспішно намагається зупинити Майкла. Майкл біля дверей свого будинку натикається на Франкліна і просить його допомогти. Майкл із Франкліном сідають в пікап і починають переслідувати тренера по тенісу. Врешті, тренер зупиняється біля будинку в Вайнвуд-Хіллс, і забігає в цей будинок. Будинок стоїть на палях на схилі гори. Майкл просить Франкліна прикріпити гак з лебідки встановленої на машині до палі будинку. Поки Франклін це робить, Майкл кричить різноманітні образи в сторону тренера, а той, стоячи на терасі, намагається виправдовуватись. Коли Франклін прикріпив гак до палі, Майкл сідає в машину, вдавлює педаль газу до самого низу та висмикує палю із землі. Будинок ламається і його уламки падають вниз по схилу. Майкл із Франліном починають їхати назад додому до Майкла. Майклу на мобільний телефон дзвонить тренер по тенісу та каже, що це не його будинок, він лише ховався там, і що він не може собі дозволити такий дорогий будинок, але Майкл йому не вірить. Якась жінка забирає в нього телефон і кричить Майклу, що Мартін Мадрассо вб'є його. Через деякий час з'являються два джипи із озброєними людьми, які намагаються вбити Майкла та Франкліна. Майкл із Франкліном вбивають їх всіх і повертаються додому до Майкла. Майкл дякує Франкліну за допомогу і вже збирається зайти до свого будинку, коли до них під'їжджає якийсь джип. З цього джипу виходить якийсь чоловік в костюмі та його охоронці. Цей чоловік питає в Майкла чи той знає хто він такий. Майкл відповідає що не знає. Чоловік питає те саме у Франкліна, але Франклін вже відповідає що знає. Чоловік просить Франкліна пояснити Майклу хто він такий. Франклін пояснює Майклу, що перед ними стоїть Мартін Мадрассо — надзвичайно впливовий мексиканський наркоторговець та лідер банди. Мартін Мадрассо бере в свого охоронця бейсбольну битку, б'є нею Майкла та каже Майклу, що він винен йому 2.5 мільйони доларів на ремонт будинку, після чого разом з охоронцями сідає в машину та їде геть. Франклін допомагає Майклу підвестися. Майкл каже, що тепер його відставка відміняється і він має зв'язатися з його другом Лестером. Пізніше Майкл дзвонить Лестеру. Лестер каже, що теж живе в Лос-Сантосі, в районі Ель-Бурро-Хайтс, і запрошує Майкла зайти до нього. |                              |                  |             |
| "Daddy's Little Girl" (укр. Татусева дочка) | Рокфорд-Хіллс, Лос-Сантос    | Майкл Де Санта   |             |
| Майкл сидить в вітальні в себе вдома і дивиться телевізор, але Джиммі своє відеогрою заважає йому. Майкл вимикає телевізор і піднімається в кімнату до Джиммі. Майкл вимагає вимкнути відеогру, але Джиммі його ігнорує. Майкл бере стілець і розбиває ним екран за яким грає Джиммі. Між Майклом та Джиммі відбувається сварка. Майкл звинувачує Джиммі в тому, що той тільки те і робить, що сидить в себе в кімнаті та грає в відеоігри. Майкл пропонує Джиммі покататися на велосипедах. Джиммі неохоче погоджується і разом з Майклом їде до Веспуччі-Біч. Там вони орендують собі велосипеди та вирішують їхати до пірсу в Дель-Перро-Біч. Вони домовляються, що якщо виграє Джиммі, то Майкл купить йому новий телевізор, а якщо виграє Майкл, то Джиммі перестане цілими днями грати в відеоігри. Коли вони приїжджають, між ними починається розмова, під час якої Джиммі каже Майклу, що той надто часто пхає свій ніс у його справи, на відміну від справ його сестри Трейсі. Майкл відповідає, що Трейсі не намагалась продати його яхту та купити машину, за яку не може заплатити. Джиммі каже, що Трейсі надто зайнята для цього тим, що вона спить із впливовими телепродюсерами щоб потрапити на телебачення. Джиммі також каже, що Трейсі зараз якраз знаходиться на яхті одного телепродюсера поруч з ними і навіть показує на цю яхту. Майкл стрибає в воду, пливе до цієї яхти, залазить на борт і бачить що Трейсі танцює стриптиз для якихось чоловіків. Майкл підходить, викидає магнітофон за борт, хапає Трейсі за руку і каже їй що вони йдуть геть. Один із чоловіків намагається завадити Майклу, але Майкл викидає і його за борт. Майкл із Трейсі сідають на водний скутер і починають втікати. Чоловіки теж сідають на водні скутери і починають переслідувати Майкла і Трейсі, стріляючи по ним при цьому. Нарешті Майкл із Трейсі відриваються від них і Майкл відвозить Трейсі до Дель-Перро-Біч, де на них чекає Джиммі. Між Трейсі та Джиммі відбувається сварка, оскільки Трейсі злиться на Джиммі через те, що той розказав батьку що вона робить. Врешті Джиммі та Трейсі вирішують викликати таксі і поїхати додому. Вони відкидають пропозицію Майкла відвезти їх додому. |                              |                  |             |
| "Friend Request" (укр. Додати в друзі) | Ель-Бурро-Хайтс, Лос-Сантос  | Лестер Крест     |             |
| Майкл приходить додому до Лестера. Майкл хоче розказати йому про свої проблеми, але Лестер вже і так все знає. Лестер обіцяє допомогти Майклу, але взамін на деякі послуги. Лестер просить Майкла вбити засновника соціальної мережі Lifeinvader Джея Норріса. Лестер дає Майклу портфель і каже йому спочатку купити собі одяг типовий для молодих програмістів. Майкл сідає в свою машину, їде в магазин одягу Suburban в районі Хавік і купує там типовий молодіжний одяг — футболку та жилетку. Після цього Макл сідає назад в машину і їде до офісу компанії Lifeinvader в Рокфорд-Хіллс. По дорозі Майкл дзвонить Лестеру і питає в нього що робити далі. Лестер каже, що треба встановити вибуховий пристрій в прототип нового мобільного телефону, який Джей Норріс скоро представлятиме. Коли Майкл під'їжджає до офісу компанії, він підходить до входу у будівлю. З будівлі на перекур виходить програміст і починає розмову з Майклом. Програміст думає що Майкл співробітник техпідтримки, тому просить його вирішити одну проблему. Програміст веде Майкла всередину будівлі до свого комп'ютера. Майкл сідає за його комп'ютер. На екрані цього комп'ютера з десяток спливаючих вікон із порнографією. Макл закриває їх всі і запускає антивірус. Програміст дякує за допомогу та йде. Майкл заходить в кімнату, де лежить прототип мобільного телефону, знімає задню кришку з нього та замінює оригінальну мікросхему на мікросхему із вибухівкою, яка лежала в нього в портфелі. Після цього Майкл виходить з будівлі, дзвонить Лестеру та повідомляє про зроблене. Лестер каже їхати додому дивитися трансляцію презентації нового мобільного телефону по телебаченню і подзвонити на цей телефон коли Джей Норріс візьме його в руки. Майкл приїжджає додому та іде до телевізора в вітальні. Там сидить Трейсі та дивиться шоу «Слава чи ганьба». Майклу доводиться силою вигнати її. Він сідає на диван перед телевізором та перемикає на трансляцію презентації. Коли Джей Норріс бере в руки телефон, Майкл дзвонить на нього. Як тільки Джей Норріс відповідає пристрій вибухає та вбиває його. |                              |                  |             |
| "The Long Stretch" (укр. Стретч на свободі) | Строберрі, Лос-Сантос        | Франклін Клінтон |             |
| Вдома у Франкліна його тітка Деніз та її подруги поводяться дуже шумно, тому Франклін йде на вулицю. Там він зустрічає Ламара та Стретча, який тільки що звільнився із в'язниці. Франклін зустрічає його прохолодно і між ними навіть починається спір, але Ламар нагадує їм що треба зайнятися справою, тому всі троє сідають в машину і їдуть до магазину амуніції в Піллбокс-Хілл. Там Франклін купує собі дробовик, після чого всі троє їдуть на склад в Ла-Пуерта для того щоб купити там щось. Коли вони заходять всередину, вони бачать балласа Ді, якого Франклін із Ламаром викрадали раніше. Раптом до будівлі під'їжджають якісь машини. Франклін розуміє, що в машинах знаходяться балласи. Стретч дістає пістолет і вбиває Ді. Всі троє дістають зброю і готуються відстрілюватись. Через пів хвилини забігають балласи і починається перестрілка. Франклін, Ламар та Стретч пробираються з боєм на вулицю. Коли вони опиняються на вулиці, вони чують поліцейські сирени і над ними з'являється поліцейський гелікоптер. Франклін, Ламар та Стретч біжуть з території складу, сідають в машину та починають втікати від поліції. Коли їм нарешті вдається відірватися від переслідування поліції, Франклін відвозить всіх до свого дому. |                              |                  |             |
| "Pulling Favors" (укр. Послуга) | Строберрі, Лос-Сантос        | Тоня Уігінс      |             |
| Франклін зустрічає на вулиці недалеко від свого дому свою знайому Тоню Уігінс. Вона каже Франкліну, що його кузен Джей-Бі зараз знаходиться під дією наркотиків, тому не може виконувати свою роботу водієм евакуатора. Тоня просить Франкліна зробити роботу Джей-Бі замість нього. Франклін погоджується. Франклін із Тонею їдуть до штрафстоянки в районі Ранчо, сідають там в евакуатор і їдуть до площі Легіону, де чіпляють до евакуатора машину і відвозять її на штрафстоянку. |                              |                  |             |
| "Pulling Another Favor" (укр. Ще одна послуга) | Строберрі, Лос-Сантос        | Тоня Уігінс      |             |
| Франкліна біля його дому кличе Тоня, і Франклін підходить до неї. Вона сварить Франкліна, що він зовсім не турбується про своїх друзів. Вона каже що його кузену Джей-Бі зовсім погано, тому треба знову виконати за нього його роботу. Франклін із Тонею їдуть до штрафстоянки в районі Ранчо, сідають там в евакуатор і їдуть до Маленького Сеулу, де чіпляють до евакуатора машину і відвозять її на штрафстоянку. |                              |                  |             |
| "Pulling Favors Again" (укр. І знову послуга) | Родео, Лос-Сантос            | Тоня Уігінс      |             |
| Тоня надсилає Франкліну повідомлення із проханням зателефонувати їй. Коли Франклін телефонує їй, вона каже що Джей-Бі зараз у великій халепі, тому йому знов треба допомогти із роботою. Франклін їде до штрафмайданчика, сідає там в евакуатор, їде на острів Елізіан, чіпляє там машину, яка застрягла на залізничних коліях, і відвозить її та її власника до автомайстерні в Строберрі. |                              |                  |             |
| "Still Pulling Favors" (укр. І ще досі послуга) | Родео, Лос-Сантос            | Тоня Уігінс      |             |
| Франклін дзвонить Тоні. По голосу стає зрозуміло що вона п'яна. Вона каже що вона із Джей-Бі повністю зав'язали і Франкліну треба зробити останню послугу, поки Джей-Бі одужає. Франклін їде до штрафмайданчика, сідає там в евакуатор, їде до зламаної машини в Західному Вайнвуді і відвозить цю машину і її власника до майстерні в Хавіку. |                              |                  |             |
| "Pulling One Last Favor" (укр. Остання послуга) | Строберрі, Лос-Сантос        | Тоня Уігінс      |             |
| Франклін зустрічає Тоню біля будинку своєї тітки в Строберрі. Вона просить Франкліна виконати замість Джей-Бі його роботу ще раз. Франклін погоджується, але каже що це буде останній раз. Франклін із Тонею ідуть до штрафстоянки, сідають в евакуатор і їдуть в Маленький Сеул, де сталася автомобільна аварія. Франклін чіпляє розбиту машину і везе її до автомайстерні в Строберрі, після чого відвозить Тоню назад до штрафстоянки. |                              |                  |             |
| "Casing the Jewel Store" (укр. Розвідка ювелірної крамниці) | Ла-Меса, Лос-Сантос          | Лестер Крест     |             |
| Майкл приїжджає на стару ткацьку фабрику в Ла-Меса, де Лестер влаштував штаб і готує пограбування. Лестер пропонує Майклу пограбувати банк в сільській місцевості або ювелірний магазин в Лос-Сантосі. Майкл вибирає магазин, оскільки магазини грабувати легше. Майкл та Лестер вирішують провести розвідку. Вони сідають в машину та їдуть до ювелірного магазину «Ванджеліко» в Рокфорд-Хіллс. По дорозі Лестер дає Майклу окуляри із вбудованою камерою, щоб він зняв усе всередині. Коли вони під'їжджають, Майкл виходить із машини і заходить в магазин. Він робить вигляд що хоче купити кільце для своєї коханки. Майкл фотографує все всередині, після чого вертається в машину до Лестера. Лестер каже Майклу об'їхати навколо кварталу щоб подивитися куди виходять труби вентиляції. Вони бачать в іншому кінці кварталу будівлю, яка знаходиться на ремонті. Майкл виходить із машини, заходить в цю будівлю і вилазить по драбинам на дах. Лестер просить Майкла сфотографувати вентиляційну систему ювелірного магазину і Майкл робить це, після чого спускається назад, сідає в машину і разом із Лестером повертається на ткацьку фабрику. Там робітниця віддає Лестеру роздруковані фотографії зроблені Майклом. Лестер пропонує на вибір Майклу два варіанти пограбування: тихий чи силовий. Тихий полягає у тому, що вони пустять в вентиляцію снотворний газ та пограбують магазин поки всі його робітники непритомні. Грабіжники будуть одягнуті в костюми співробітників санітарної служби, тому ніхто не здивується що на них маски. Силовий варіант полягатиме в тому, що четверо озброєних грабіжників увірвуться в магазин. Для цього треба дістати чотири штурмових гвинтівки. Їх не можна просто купити, бо це приверне увагу, тому їх треба вкрасти, при чому Лестер пропонує вкрасти їх в поліцейського спецназу. Тактика відходу однакова для обох варіантів. Лестер просить Майкла вибрати яким за яким варіантом вони діятимуть і Майкл робить вибір. Також Майкл вибирає учасників пограбування. Окрім нього та Франкліна в пограбуванні братимуть участь ще водій, стрілець та хакер. Примітка: Наприкінці цієї місії гравцю треба зробити вибір за яким з двох планів проводити пограбування. |                              |                  |             |

## Пограбування ювелірної крамниці

### Тихий варіант
| Назва | Місце               | Хто видає                       | Хто виконує |
| --- | ------------------- | ------------------------------- | ----------- |
| |                     |                                 |             |
| "The Jewel Store Job" (укр. Пограбування ювелірної крамниці) | Ла-Меса, Лос-Сантос | Пограбування ювелірної крамниці |             |
| Всі учасники пограбування збираються на ткацькій фабриці і Майкл проводить інструктаж. Всі вони, окрім хакера та Лестера одягнуті в костюми співробітників санітарної служби. Після завершення інструктажу четверо учасників пограбування спускаються донизу. Майкл із Франкліном сідають в машину, стрілець та водій сідають у фургон, Лестер із хакером залишаються на ткацькій фабриці. Машина та фургон їдуть до будівлі, яка знаходиться на ремонті, поруч із ювелірною крамницею. Франклін виходить із машини біля цієї будівлі, заходить в цю будівлю, вилазить на дах та кидає гранати із снотворним газом в вентиляцію крамниці. Після цього всі присутні в крамниці непритомніють. Майкл, водій та стрілець заходять всередину, розбивають вітрини, забирають коштовності і виходять на вулицю. Там поліцейський стоїть біля Франкліна, який на мотоциклі, і пояснює що тут стояти не можна. Майкл підкрадається до нього ззаду та валить на землю. Всі четверо сідають на мотоцикли та втікають, причому Майкл втікає окремо від всіх інших. Їх починає переслідувати поліція. Франклін, водій та стрілець заїжджають в тунель щоб відірватись від поліції, але коли вони звідти виїжджають, то поліція все ще переслідує їх. Майкл тим часом їде на фургоні і таранить поліцейські машини, які переслідують Франкліна і двох інших. За допомогою Майкла вони нарешті відриваються від поліції. Мотоциклісти заїжджають всередину фургону і Майкл везе фургон в гараж неподалік. Коли всі виходять, Лестер каже всім, що вони мають лягти на дно. |                     |                                 |             |

### Силовий варіант
| Назва | Місце               | Хто видає                       | Хто виконує |
| --- | ------------------- | ------------------------------- | ----------- |
| |                     |                                 |             |
| "The Jewel Store Job" (укр. Пограбування ювелірної крамниці) | Ла-Меса, Лос-Сантос | Пограбування ювелірної крамниці |             |
| Всі учасники пограбування збираються на ткацькій фабриці і Майкл проводить інструктаж. Всі вони, окрім хакера та Лестера одягнуті в костюми. Після завершення інструктажу четверо учасників пограбування спускаються донизу і сідають у фургон, Лестер із хакером залишаються на ткацькій фабриці. Вони їдуть до ювелірної крамниці, зупиняються біля неї і вриваються всередину. Вони наказують всім присутнім лягти на підлогу. Поки стрілець слідкує за відвідувачами та співробітниками, Майкл та водій розбивають вітрини і забирають коштовності. Після цього всі троє виходять на вулицю. Там поліцейський стоїть біля Франкліна, який на мотоциклі, і пояснює що тут стояти не можна. Майкл підкрадається до нього ззаду та валить на землю. Всі четверо сідають на мотоцикли та втікають, причому Майкл втікає окремо від всіх інших. Їх починає переслідувати поліція. Франклін, водій та стрілець заїжджають в тунель щоб відірватись від поліції, але коли вони звідти виїжджають, то поліція все ще переслідує їх. Майкл тим часом їде на фургоні і таранить поліцейські машини, які переслідують Франкліна і двох інших. За допомогою Майкла вони нарешті відриваються від поліції. Мотоциклісти заїжджають всередину фургону і Майкл везе фургон в гараж неподалік. Коли всі виходять, Лестер каже всім, що вони мають лягти на дно. |                     |                                 |             |

## Округ Блейн
| Назва | Місце                     | Хто видає      | Хто виконує |
| --- | ------------------------- | -------------- | ----------- |
| |                           |                |             |
| "Mr. Philips" (укр. Містер Філіпс) | Рокфорд-Хіллс, Лос-Сантос | Майкл Де Санта |             |
| Майкл повертається додому, сідає на диван і наливає собі віскі. До нього приходить Франклін і Майкл каже йому, що справи дуже гарні. Вони випивають за зроблену справу, але раптом приходить агент ФБР Дейв Нортон та сварить Майкла за те, що будь-хто, хто читав його справу здогадається, що це він організував пограбування. Дейв Нортон вмикає телевізор і там показують репортаж з місця пограбування. Репортери беруть інтерв'ю в поліцейського, який вимагав від Франкліна прибрати мотоцикл. Майкл вимикає телевізор. Але Тревор Філіпс в своєму домі-фургоні в окрузі Блейн дивиться ту саму передачу, одночасно із цим займаючись сексом із Ешлі Батлер. Поліцейський говорить, що грабіжник повалив його на землю і сказав «Кожного дня ти забуваєш тисячі дрібниць. Хай це буде одна з них». Тревор здогадується, що Майкл насправді живий і він взяв участь в пограбуванні. Тревор виходить на вулицю. До нього іде розлючений Джонні Клебіц. Тревор ігнорує його й іде собі далі. Джонні продовжує кричати на Тревора і той зупиняється. Після недовгої розмови Тревор валить Джонні на землю і б'є його ногою по голові, поки той не вмирає. Після цього Тревор разом із своїми друзями Роном Яковські та Уейдом Хебертом сідають в пікап Тревора та їдуть в Грейпсід до байкерів. По дорозі Тревор просить Уейда знайти в Лос-Сантосі чоловіка на ім'я Майкл Таунлі. Коли вони приїжджають до байкерів, Тревор каже їм що він вбив Джонні Клебіца. Байкери та Тревор із друзями дістають зброю. Раптом байкери починають втікати: двоє на байках, інші на фургоні. Тревор і його друзі сідають назад в машину і починають переслідувати їх. Врешті вони приїжджають до табору байкерів в Стаб-Сіті. Починається перестрілка, в якій Тревор вбиває всіх байкерів. Після цього Тревор відправляє Уейда в Лос-Сантос на пошуки Майкла, а сам із Роном сідає назад в пікап і їде до фургону-будинку лідера банди «Вагос» Ортеги на березі річки Занкудо. Тревор своїм пікапом зіштовхує фургон-будинок Ортеги в ріку. Той в останній момент встигає вистрибнути з фургона. Тревор заявляє, що тепер тільки він займається наркоторгівлею та торгівлею зброєю в окрузі Блейн. Ортега з цим не погоджується і Тревору доводиться вистрілити в нього щоб залякати. Після цього Тревор нарешті їде додому. |                           |                |             |
| "Nervous Ron" (укр. Нервовий Рон) | Сенді-Шорс, округ Блейн   | Тревор Філіпс  |             |
| Тревор повертається до себе додому. Біля дому його зустрічає Рон і каже, що приходили байкери та перевернули все вверх дном в фургоні Тревора щоб помститися за Джонні. Тревор заходить в свій фургон і дійсно бачить, що всередині безлад. Тревор злиться на байкерів. Тревор виходить із свого фургону-будинку і натикається на Уейда. Тревор питає його чи він вже знайшов Майкла Таунлі. Уейд відповідає, що Лос-Сантос велике місто і там складно когось знайти. Тревор каже, що в Майклу Таунлі 45 років, в нього є дружина і двоє дітей, та відправляє Уейда шукати далі. Після цього Тревор разом із Роном сідають на квадроцикли і їдуть до водонапірної вежі в пустелі Гранд-Сенора. Рон їде туди одразу, в Тревор заїжджає по дорозі в магазин амуніції де купує собі снайперську гвинтівку. Коли Тревор і Рон обидва опиняються біля водонапірної вежі, то Тревор залазить на вершину вежі, а Рон сідає на квадроцикл і їде до аеродрому поруч. Цей аеродром охороняють байкери. Рон починає пробиратися до цистерни із паливом, а Тревор із снайперської гвинтівки вбиває всіх на його шляху. Врешті Рон встановлює вибухівку на цистерні, відходить від неї та підриває. Починає приїжджати багато байкерів і Тревор вбиває їх всіх. Після цього Тревор із Роном біжать до літака. Рон сідає за штурвал, а Тревор лягає на крило. Рон починає розганятися, а Тревор тим часом відстрілює новоприбулих байкерів. Коли Тревор вбив всіх байкерів, він зістрибує з літака та біжить до іншого. Тревор сідає за кермо іншого літака і починає розганятися, але байкер стрибає на крило і чіпляється за нього. Тревор злітає, скидає байкера із крила та разом з Роном летить до човнів мексиканської банди, яка чекає на товар від них біля Форту Занкудо. Коли Тревор підлітає до них, він скидає їм товар у воду і разом із Роном летить до аеродрому в Грейпсіді. Там вони обоє приземляються. |                           |                |             |
| "Target Practice" (укр. Стрільба по мішеням) | Сенді-Шорс, округ Блейн   | Клетус         |             |
| Тревор зустрічає у Сенді-Шорс свого друга Клетуса. Клетус стоїть із снайперською гвинтівкою і кудись цілиться. Тревор питає в нього що він робить і той відповідає, що стріляє по супутниковим тарілкам для розваги. Він дає гвинтівку Тревору і пропонує спробувати. Тревор збиває три супутникові тарілки пострілами із снайперської гвинтівки, після чого разом із Клетусом сідає в машину і їде до покинутого готелю неподалік. Там Тревор із Клетусом піднімаються на другий поверх і Тревор стріляє по колесам машин. Коли Тревор пробиває три колеса, вони спускаються, ідуть до іншого корпусу готелю і підіймаються на його дах. Там Тревор вбиває із снайперської гвинтівки трьох койотів. Після цього Клетус запрошує Тревора зайнятися разом з ним мисливством через деякий час. |                           |                |             |
| "Fair Game" (укр. Чесна гра) | ліс Палето, округ Блейн   | Клетус         |             |
| Тревор їде до лісу Палето щоб зайнятись мисливством разом із Клетусом. Клетус дає Тревору снайперську гвинтівку і ще якусь штуку, яку просить його покласти до рота, та починає пояснювати як правильно проводити мисливство. Клетус пояснює Тревору, що олені мають дуже гарний слух та нюх. Тому треба бути дуже тихим та наближатися до них проти вітру що вони не відчули запах. Якщо олені відчують що поруч хтось є, вони почнуть втікати. Тревор разом із Клетусом підкрадаються до оленя і Тревор підстрелює його із снайперської гвинтівки. Після цього Клетус каже Тревору, що штука, яка в нього в роті, називається діафрагмою і якщо подути в неї, то вийде звук, який приваблює оленів. Тревор дує в діафрагму, знаходить оленя та підстрелює і його. Після цього Клетус каже Тревору, що вбивати можна тільки самців, в яких роги. Самиць, в яких рогів нема, вбивати не можна. Тревор знаходить пару оленів — самця та самицю, і підстрелює самця. Далі Клетус каже Тревору спробувати знайти оленя без його допомоги, бо йому треба йти. Клетус просить Тревора сфотографувати його наступного оленя і відіслати фотографію йому. Тревор знаходить оленя самостійно, підстрелює його, фотографує і відсилає фотографію Клетусу. Клетус дзвонить Тревору і каже, що той має займатися мисливством частіше, бо на цьому можна непогано заробити. |                           |                |             |
| "Trevor Philips Industries" (укр. Компанія Тревора Філіпса) | Гранд-Сенора, округ Блейн | Тао Чен        |             |
| Тревор приїжджає в бар в Гранд-Сенора на зустріч із китайцем містером Ченом, з яким планує співпрацювати. Коли Тревор заходить в бар, він бачить там двох чоловіків, які б'ються. Барменша каже Тревору, що йому заборонено заходити в бар. Тревор питає чи заборонено заходити в бар тим чоловікам, які б'ються. Барменша каже, що тому, хто переможе буде заборонено заходити в бар. Тревор вирубає одного з них і просить барменшу вигнати другого, але вона відмовляється, кажучи що не може вигнати свого чоловіка. Після цього в бар заходить китаєць. Тревор вітається з ним, називаючи його містером Ченом, але китаєць каже, що він перекладач містера Чена. Перекладач показує на містера Чена. Той дуже п'яний. Тревор каже що він йде геть. Перекладач зупиняє його і просить не йти, бо батько містера Чена вб'є його. Тревор залишається. Тревор разом з Ченом і його перекладачем сідають в машину Тревора і Тревор везе їх до своєї нарколабораторії в Сенді-Шорс, яка знаходиться в будівлі аптеки. По дорозі Тревору дзвонить працівник нарколабораторії і каже, що банда «Ацтекас» збирається напасти на них, оскільки думає що Тревор вбив їхнього лідера Ортегу. Коли Тревор приїжджає до нарколабораторії, він заштовхує Чена та його перекладача в контейнери із льодом, щоб вони там були в безпеці, а сам разом із працівником нарколабораторії підіймається на другий поверх і починає з вікна стріляти по членам банди «Ацтекас», які під'їзжають до будівлі. Коли Тревор із робітником нарколабораторії нарешті відбиваються від банди «Ацтекас», Тревор спускається донизу та випускає Чена і його перекладача. Вони зупиняють машину, яка їхала повз, сідають в неї і їдуть геть. |                           |                |             |
| "Crystal Maze" (укр. Кришталевий лабіринт) | Гранд-Сенора, округ Блейн | Тао Чен        |             |
| Тревор знов приїжджає в бар в Гранд-Сенора і зустрічається з містером Ченом і його перекладачем. Тревор питає в них чи готові вони співпрацювати з ним. Перекладач відповідає що вони вибрали інших партнерів. Тревор питає хто ці інші партнери, але перекладач не хоче відповідає. Тревор хапає містера Чена та починає бити його головою об стовп поки перекладач не зізнається, що вони тепер працюють із братами О'Ніл. Тревор скаженіє від люті. Він сідає в машину і їде до ранчо братів О'Ніл у Грейпсід. Коли він приїжджає, він спочатку вбиває із снайперської гвинтівки всіх, хто знаходиться на вулиці, після чого заходить в будинок і вбиває всіх всередині. В підвалі будинку Тревор знаходить каністру із бензином. Тревор робить доріжку із бензину від підвалу до ґанку, підпалює доріжку і весь будинок спалахує, а потім вибухає. |                           |                |             |
| "Friends Reunited" (укр. Возз'єднання друзів) | Сенді-Шорс, округ Блейн   | Тревор Філіпс  |             |
| Тревор повертається до себе додому і бачить Уейда. Тревор питає в нього чи знайшов він Майкла Таунлі. Уейд каже, що знайшов у Лос-Сантосі двох Майклів Таунлі — одному 83 роки, а інший ходить у садочок. Невдоволений відповіддю Тревор б'є Уейда і питає чи знайшов він ще якісь зачіпки. Уейд відповідає, що подивився в телефонному довіднику і знайшов Майкла Де Санту, якому приблизно стільки ж років, скільки сказав Тревор, та який має двох дітей і дружину. Тревор питає як звати його дружину і Уейд відповідає, що її звуть Аманда. Тревор розуміє, що знайшов Майкла. Тревор кричить Рону, що він із Уейдом їдуть до Лос-Сантоса. Тревор із Уейдом сідають в машину і їдуть. Тревор хоче нанести остаточний удар по байкерам, тому по дорозі він заїжджає до Стаб-Сіті і крадучись непомітно встановлює бомби на фургонах байкерів. Після цього він відбігає на безпечну відстань і підриває усі бомби майже повністю зносячи табір байкерів при цьому. Тревор сідає назад в машину до Уейда і вони їдуть до Лос-Сантоса. Уейд каже Тревору, що в нього є двоюрідний брат на ім'я Флойд, який живе в районі Веспуччі-Біч в Лос-Сантосі. Тревор вирішує їхати до Флойда і пожити поки що в його домі. Тревор із Уейдом приїжджають до будинку Флойда, заходять всередину і Тревор заявляє приголомшеному Флойду, що він разом із Уейдом тепер житимуть в його будинку. Флойду дуже не подобається ця ідея, він каже що його дівчина зараз на конференції, але коли вона повернеться вона вб'є його за те, що дозволив незнайомцям жити в її будинку. Тревор не бере це до уваги і вимагає у Флойда принести йому випити. Коли Флойд відповідає що в його домі немає алкогольних напоїв, Тревор кричить йому щоб той пішов і купив їх, що Флойд разом із Уейдом і робить. |                           |                |             |

## Лос-Сантос
| Назва | Місце                     | Хто видає      | Хто виконує |
| --- | ------------------------- | -------------- | ----------- |
| |                           |                |             |
| "Fame or Shame" (укр. Слава чи ганьба) | Рокфорд-Хіллс, Лос-Сантос | Майкл Де Санта |             |
| Майкл в себе вдома живе звичайним життям. Він наливає собі віскі, підходить до холодильника і відкриває його. Він бачить там брикет із травкою і дістає його. Підходить Аманда і питає чи це його. Майкл відповідає, що це мабуть належить Джиммі. Аманда звинувачує Майкла у тому, що через його ігнорування батьківського обов'язку його діти зовсім зіпсувались. Між ними починається сварка, яку перериває тренер по йозі, який прийшов до Аманди. На кухню також приходить Джиммі щоб взяти із холодильника свою травку. Відбувається ще одна сварка, на цей раз між Джиммі і Майклом. Несподівано на кухні з'являється Тревор. Всі присутні втрачають дар мови від подиву. Тревор питає в Майкла як так вийшло, що він «воскрес» і живе в розкішному маєтку. Майкл виправдовується що все не так просто як той думає. Тревор починає вітатися з усіма присутніми. Спочатку він вітається з Амандою і каже їй, що вона раніше була товстішою, після цього він вітається із Джиммі і каже йому, що раніше він був худіший. Після цього Тревор питає в тренера йоги хто він такий і він представляється як Фабіан. Тревор питає де Трейсі. Джиммі доводиться розповісти, що вона зараз на кастингу телешоу «Слава чи ганьба» на Мейз-Бенк-Арена, і що вона пішла туди бо думає що гарно танцює. Тревор і Майкл шоковані цією новиною. Вони вирішують врятувати Трейсі від загальнонаціональної ганьби. Тревор із Майклом сідають в машину, їдуть до Мейз-Бенк-Арени та вриваються в приміщення, де відбувається кастинг, який веде знаменитий телеведучий Лазло. Як тільки вони заходять, Лазло представляє телеглядачам Трейсі і вона починає виконувати свій танець, який із кожною секундою все більше стає схожим на стриптиз. Врешті Майкл і Тревор не витримують та втручаються. Майкл відштовхує Лазло від дочки і той кличе охорону. Поки Майкл з Тревором розбираються з охоронцем, Лазло починає втікати. Тревор б'є охоронця стільцем по голові і він вирубається. Майкл і Тревор починають бігти за Лазло, який вибігає із будівлі, сідає в машину і далі втікає на ній. Коли Майкл і Тревор вибігають з будівлі, вони бачать, що їх машину забрав евакуатор, тому вони сідають у вантажівку, яка стоїть поруч, і починають переслідувати Лазло на ній. Врешті Лазло заїжджає у тупик і вимушений вийти із машини. Тревор і Майкл підходять до нього. Тревор наказує Лазло зняти штани і танцювати, поки він зніматиме це на камеру мобільного телефону. Переляканий Лазло робить все що йому каже Тревор. Після цього Майкл і Тревор відпускають його. |                           |                |             |
| "Dead Man Walking" (укр. Ходячий мертвець) | Вайнвуд-Хіллс, Лос-Сантос | Дейв Нортон    |             |
| Перед місією Майклу на мобільний телефон дзвонить агент ФБР Дейв Нортон та просить його приїхати до обсерваторії в Ванвуд-Хіллс, бо їм треба поговорити. Майкл приїжджає до обсерваторії та зустрічається з Дейвом Нортоном. Спочатку вони обговорюють Тревора. Дейв виражає занепокоєність що Тревор почне цікавитись чому Майкл ще живий та хто лежить в його могилі в Людендорфі. Після цього Дейв просить Майкла про послугу, але Майкл одразу відмовляє. Дейв пояснює, що якщо Майкл не зробить це, то Дейва звільнять, агентство найме когось іншого на його посаду і ця людина почне читати документи в кабінеті Дейва, що може обернутися великими проблемами для Майкла. Майкл погоджується врятувати кар'єру Дейва. Дейв просить Майкла знайти людину на ім'я Фердінанд Карімов. Агентство міжнародних справ стверджує, що він мертвий, але Дейв впевнений, що він живий і його допитують співробітники Агентства міжнародних справ. Майкл має проникнути у морг, який охороняє це агентство. Коли Майкл питає як туди проникнути, Дейв каже Майклу, що йому доведеться прикинутися мертвим ще раз та вирубає його вдаривши пістолетом по голові. Через деякий час Майкл приходить до тями. Він лежить в мішку для друпів. Патологоанатоми відкривають мішок та починають оглядати Майкла. Раптом Майкл підводиться, вирубає одного патологоанатома, а інший в паніці тікає. Прибігає охоронець і починає шукати Майкла, який встиг сховатися. Майкл підкрадається до нього ззаду і вирубає його. Майкл знаходить тіло жінки, на якій висить бірка із ім'ям Фердінанда Карімова. Майкл дзвонить Дейву і каже про це. Дейв каже Майклу що він тепер має втікати. В Дейва там є своя людина яка допоможе Майклу вимкнувши енергопостачання. Майкл забирає пістолет в щойно вирубаного ним охоронця та починає підніматися на останній поверх. По дорозі починається перестрілка із охоронцями. Майкл вбиває їх всіх, піднімається на останній поверх та вистрибує там із вікна приземляючись у контейнер із сміттям. Майкла починає переслідувати поліція. Майкл сідає в машину і відривається від переслідування поліції. Після цього Майкл дзвонить Франкліну, просить його терміново приїхати до нафтових веж в Ель-Бурро-Хайтс і їде туди сам. Коли Майкл зустрічає Франкліна, то розповідає йому про всі свої проблеми. Майкл розповідає про те, що він тепер змушений працювати на федералів і про несподівану появу Тревора. Франклін обіцяє допомогти Майклу. |                           |                |             |
| "Three's Company" (укр. Троє це компанія) | Піллбокс-Хілл, Лос-Сантос | Дейв Нортон    |             |
| Майкл приїжджає до будівлі ФБР в центрі міста, як його раніше попросив Дейв Нортон. Майкл підходить до столика, який стоїть біля будівлі. За ним сидить Дейв Нортон і ще двоє працівників ФБР. Один із них представляється як Стів Хейнс. Він розповідає Майклу, що Агентство міжнародних справ зараз допитує Фердінанда Карімова в своїй будівлі поруч і доручає Майклу викрасти його. Після цього Майкл із Дейвом Нортоном сідають в машину Дейва. Дейв каже Майклу що у власності бюро є ділянка в Ель-Бурро-Хайтс і каже їхати туди. По дорозі Дейв каже Майклу що йому знадобиться допомога, тому каже подзвонити Франкліну і попросити приїхати до ділянки. Майкл дзвонить. Після цього Дейв каже Майклу подзвонити Тревору, але Майкл відмовляється це робити. Дейв відповідає що очікував такої відповіді, тому подзвонив Тревору сам завчасно. Майкл дуже невдоволений тим, що Дейв втягнув в цю справу Тревора. Врешті Майкл приїжджає на місце та зустрічається із Франкліном та Тревором. Він представляє Франкліна і Тревора один одному та пояснює їм план. Тревор має керувати гелікоптером, Франклін має прикривати Майкла із сусідньої будівлі із снайперської гвинтівки, всю іншу роботу Майкл бере на себе. Франклін сідає на свій мотоцикл та їде на позицію, а Майкл із Тревором сідають в гелікоптер та летять до будівлі Агентства міжнародних справ в центрі міста. Коли вони підлітають, Майкл спускається з гелікоптера на мотузці до потрібного поверху і бачить у вікно агентів, які допитують Фердинанда Карімова. Майкл розбиває вікно, застрибує всередину та хапає Фердинанда Карімова. Агенти дістають зброю. Прибігають ще декілька озброєних агентів. Майкл із допомогою Франкліна відстрілюється від них, після чого Тревор піднімає їх угору. Прилітають декілька гелікоптерів агентства. Пілотів декількох із них вбиває Франклін із снайперської гвинтівки і ці гелікоптери падають, інші збиває Майкл стріляючи по ним із кулемета. Після цього Тревор летить назад до ділянки в Ель-Бурро-Хайтс і садить гелікоптер там. |                           |                |             |
| "By the Book" (укр. Чітко по правилам) | Беннінг, Лос-Сантос       | Стів Хейнс     |             |
| Перед місією Майклу і Тревору дзвонить Стів Хейнс та каже кожному із них приїхати до складу в районі Беннінг. Майкл і Тревор зустрічаються на вулиці біля складу. Коли вони заходять всередину вони бачать там Дейва Нортона, Стіва Хейнса і Девіна Вестона. Як тільки вони заходять Девін Вестон йде. Агент ФБР приводить Фердина Карімова та саджає його на стілець. Стів Хейнс прив'язує його до стільця, підключає до нього вимірювач пульсу і починає розпитувати його про якогось азербайджанця. Карімов стверджує що нічого не знає, окрім того що цей азербайджанець живе в маєтку в Рокфорд-Хіллс. Стів Хейнс дає Майклу снайперську гвинтівку та посилає його і Дейва Нортона в Рокфорд-Хіллс, а сам із Тревором залишається далі допитувати Карімова. Майкл сідає разом з Дейвом в його машину і вони їдуть в Рокфорд-Хіллс до маєтку вказаного Керімовим. Коли вони приїжджають, вони бачать що маєток і чоловік в ньому зовсім не ті. Дейв Нортон дзвонить Стіву Хейнсу і каже йому, що адреса не вірна. Стів Хейн передає це Тревору і він починає катувати Керімова щоб дізнатись правильну адресу. Стів Хейнс питає в Керімова про Тахіра Джавана і той каже, що Тахір живе в районі Чумаш. Стів Хейнс передає його слова Дейву Нортону, а той Майклу. Майкл із Дейвом Нортоном їдуть в Чумаш до маєтку Тахіра Джавана. Майкл із Дейвом Нортоном залазять на холм навпроти маєтку і Майкл дістає снайперську гвинтівку. Дейв Нортон просить Стіва Хейнса дати йому опис Тахіра Джавана. Стів Хейнс передає це Тревору і Тревор знов катує Керімова. Керімов розповідає, що в Тахіра Джавана Борода, він дуже багато курить і він шульга. Стів Хейнс передає цю інформацію Дейву Нортону, а той Майклу. Майкл нарешті визначає хто з присутніх у маєтку Тахір Джаван і застрелює його. Дейв Нортон повідомляє про це Стіву Хейнсу і той іде, наостанок наказуючи Тревору позбавитись від Карімова. Тревор виводить Карімова на вулицю, саджає в свою машину, везе в аеропорт і каже втікати із країни. |                           |                |             |
| "Scouting the Port" (укр. Розвідка в порту) | Ла-Пуерта, Лос-Сантос     | Тревор Філіпс  |             |
| Тревор повертається додому до Флойда. Там якраз знаходяться Флойд та Уейд. Тревор питає у Флойда чи дійсно він працює в порту, і той відповідає що так. Тревор хоче розвідати чи можна щось вкрасти в порту, тому він дає Флойду і Уейду форму працівників порту. Всі троє переодягаються в форму, сідають в машину Тревора та їдуть в порт. По дорозі Флойд розповідає, що в порту стоїть якийсь корабель, який охороняє приватна військова фірма «Мерівезер» і що контейнери на ньому помічені як військовий вантаж. Тревор вирішує глянути на цей корабель. Коли Тревор, Флойд та Уейд приїжджають до порту, до Уейда підходить робітник та наказує йому піти чистити унітаз. Тревор із Флойдом йдуть далі до корабля, але до них підходить працівник порту і просить пересунути контейнери за допомогою машини-пересувача. Тревору доводиться погодитись щоб цей робітник не здогадався, що Тревор тут насправді не працює. Після цього Тревор іде до крану, який стоїть поруч із потрібним йому кораблем, і піднімається уверх. Зверху стоїть працівник, який наказує Тревору пересунути декілька контейнерів, і знову Тревору доводиться зробити це. Після виконання цієї роботи, коли робітник вже пішов, Тревор робить декілька фотографій корабля та відправляє їх Рону. Після цього Тревор спускається донизу, сідає у вантажівку разом із Флойдом і їде до складу компанії «Мерівезер». Охоронець зупиняє їх на вході. Тревор із Флойдом виходять із вантажівки. Тревор робить вигляд що він іспаномовний і погано знає англійську. Він на ламаній англійській пояснює охоронцю, що йому наказали доставити вантаж сюди. Підбігають інші охоронці. Флойд намагається розрулити ситуацію, але охоронці починають його бити. Поки охоронці зайняті побиттям Флойда, Тревор непомітно краде якусь валізу із кабінки охоронця і втікає із нею. Тревор повертається в будинок Флойда. Коли він заходить всередину він відчуває огидний запах і бачить Уейда, який весь в фекаліях. Уейд каже що ремонт унітазу не сильно вдався. Після цього Тревор починає планування пограбування компанії «Мерівезер». Він розглядає два варіанти. Перший, який він називає «Вантажний корабель», полягає у тому, що Майкл та Франклін почнуть перестрілку із співробітниками «Мерівезера», а Тревор тим часом вкраде потрібну річ. Другий варіант, який Тревор називає «Морська авантюра» полягає у тому, що Майкл із Франкліном піднесуть і скинуть у воду мініатюрний підводний човен із Тревором всередині, який непомітно вкраде потрібну річ. Врешті, Тревор робить свій вибір. Примітка: Наприкінці цієї місії гравцю треба зробити вибір за яким з двох планів проводити пограбування. |                           |                |             |

## Пограбування компанії «Мерівезер»

### Морська авантюра
| Назва | Місце                     | Хто видає                         | Хто виконує |
| --- | ------------------------- | --------------------------------- | ----------- |
| |                           |                                   |             |
| "Cargobob" (укр. Вантажний гелікоптер) | Форт-Занкудо, округ Блейн | Пограбування компанії «Мерівезер» |             |
| Перед місією Уейд надсилає Тревору повідомлення, в якому сказано, що потрібний для пограбування компанії «Мерівезер» вантажний гелікоптер є на військовій базі в Форт-Занкудо. Тревор їде туди, вривається всередину бази, перестрілюючись із військовими пробирається до вантажного гелікоптера, сідає в нього і злітає. Його починає переслідувати гелікоптер із ракетним озброєнням. Тревор відривається від нього і летить до аеродрому в Гранд-Сенора, де садить гелікоптер. |                           |                                   |             |
| "Minisub" (укр. Міні-підводний човен) | Термінал, Лос-Сантос      | Пограбування компанії «Мерівезер» |             |
| Перед місією Уейд надсилає Тревору повідомлення, в якому сказано, що потрібний для пограбування компанії «Мерівезер» міні-підводний човен є на кораблі «Дейзі Лі» в порту на південному сході міста. Тревор їде туди, заходить на палубу корабля та натискаючи потрібну кнопку на пульті керування спускає підводний човен у воду. Після цього Тревор стрибає у воду і залазить всередину підводного човна. Він зв'язується із Флойдом по рації і питає де можна залишити підводний човен. Флойд каже, що його можна залишити біля пірсу 400 на острові Елізіан. Тревор пливе туди. По дорозі Флойда починає мучити сумління, що він допомагає організувати пограбування, але Тревор запевняє його, що компанія «Мерівезер» — покидьки які того заслуговують. Коли Тревор припливає до пірсу, Флойд піднімає підводний човен на крані та ставить на платформу вантажівки. Тревор вилізає із підводного човна, разом із Флойдом сідає в кабіну вантажівки та везе підводний човен на склад на іншому кінці острова. |                           |                                   |             |
| "The Merryweather Heist" (укр. Пограбування компанії «Мерівезер») | Ла-Пуерта, Лос-Сантос     | Пограбування компанії «Мерівезер» |             |
| Тревор, Майкл та Франклін збираються в будинку Флойда і Тревор пояснює Майклу і Франкліну план пограбування. Після цього всі троє переодягаються в чорні костюми, сідають в машину Тревора, при чому Майкл сідає за кермо, та їдуть до гелікоптера, який стоїть на аеродромі в Гранд-Сенора. Вони прибувають туди одночасно із Флойдом і Уейдом, які привозять підводний човен на вантажівці. Майкл із Франкліном сідають у гелікоптер, при чому Майкл сідає за штурвал, а Тревор залізає всередину підводного човну. Майкл злітає, чіпляє підводний човен на трос і летить до океану на захід від Палето-Бей. Там Майкл скидає підводний човен у воду. Тревор занурюється у воду і за допомогою мобільного додатку починає шукати потрібну їм річ. Врешті він її знаходить, чіпляє до підводного човна і підіймається на поверхню. По дорозі Франклін і Тревор гадають що це таке і Тревор робить припущення що це ядерний реактор, який працює на воді. Коли Тревор вспливає, Майкл чіпляє його назад до гелікоптера та летить назад до аеродрому в Гранд-Сенора. По дорозі їх починають переслідувати робітники компанії «Мерівезер» на човнах і гелікоптерах, але Франклін знищує їх всіх за допомогою кулемета встановленого в гелікоптері. Коли Майкл долітає до аеродрома, він скидає підводний човен і садить гелікоптер. Як тільки трійця виходить з гелікоптера, до них підбігає схвильований Лестер Крест і каже, що вони вкрали у військових суперзброю, тому уряд їх із під землі дістане. Лестер наполягає на тому, щоб повернути вкрадене на місце. Тревор з величезною неохотою погоджується і Лестер разом із Флойдом сідають в гелікоптер щоб повернути цю штуку на місце. |                           |                                   |             |

### Вантажний корабель
| Назва | Місце                 | Хто видає                         | Хто виконує |
| --- | --------------------- | --------------------------------- | ----------- |
| |                       |                                   |             |
| "Minisub" (укр. Міні-підводний човен) | Термінал, Лос-Сантос  | Пограбування компанії «Мерівезер» |             |
| Перед місією Уейд надсилає Тревору повідомлення, в якому сказано, що потрібний для пограбування компанії «Мерівезер» міні-підводний човен є на кораблі «Дейзі Лі» в порту на південному сході міста. Тревор їде туди, заходить на палубу корабля та натискаючи потрібну кнопку на пульті керування спускає підводний човен у воду. Після цього Тревор стрибає у воду і залазить всередину підводного човна. Він зв'язується із Флойдом по рації і питає де можна залишити підводний човен. Флойд каже, що його можна залишити біля пірсу 400 на острові Елізіан. Тревор пливе туди. По дорозі Флойда починає мучити сумління, що він допомагає організувати пограбування, але Тревор запевняє його, що компанія «Мерівезер» — покидьки які того заслуговують. Коли Тревор припливає до пірсу, Флойд піднімає підводний човен на крані та ставить на платформу вантажівки. Тревор вилізає із підводного човна, разом із Флойдом сідає в кабіну вантажівки та везе підводний човен на склад на іншому кінці острова. |                       |                                   |             |
| "The Merryweather Heist" (укр. Пограбування компанії «Мерівезер») | Ла-Пуерта, Лос-Сантос | Пограбування компанії «Мерівезер» |             |
| Тревор, Майкл та Франклін збираються в будинку Флойда і Тревор пояснює Майклу і Франкліну план пограбування. Після цього Майкл переодягається в гідрокостюм і всі троє відправляються на позиції. Майкл пливе на моторному човні до корабля, а Тревор їде до підводного човна, по дорозі завозячи Франкліна на міст навпроти корабля. Майкл пробирається на корабель та починає встановлювати у різних його частинах бомби, поки Франклін відстрілює із снайперської гвинтівки всіх охоронців, які трапляються Майклу на шляху. Коли Майкл встановив всі бомби він стрибає у воду і Франклін за допомогою мобільного телефону підриває бомби. Корабель вибухає і його ліва частина тоне. Всі контейнери з лівого борту падають у воду. Майкл тим часом на своєму моторному човні одягає акваланг, стрибає у воду і пливе до корабля. Він знаходить потрібну їм штуку. Після цього туди підпливає Тревор на підводному човні, чіпляє цю штуку до підводного човна і пливе до пірсу на острові Елізіан, де Флойд на крані піднімає підводний човен і ставить його на платформу вантажівки. Раптом до них підбігає схвильований Лестер Крест в лікарняному одязі і каже, що вони вкрали у військових суперзброю, тому уряд їх із під землі дістане. Лестер наполягає на тому, щоб повернути вкрадене на місце. Тревор з величезною неохотою погоджується і Лестер разом із Флойдом сідають у вантажівку щоб повернути цю штуку на місце. |                       |                                   |             |

## Лос-Сантос
| Назва | Місце                                                                          | Хто видає        | Хто виконує |
| --- | ------------------------------------------------------------------------------ | ---------------- | ----------- |
| |                                                                                |                  |             |
| "Blitz Play" (укр. Бліц-гра) | Ель-Бурро-Хайтс, Лос-Сантос                                                    | Стів Хейнс       |             |
| Перед місією Майклу, Франкліну та Тревору дзвонить Стів Хейнс та просить їх зустрітися на ділянці в Ель-Бурро-Хайтс. Коли вони приїжджають, Стів Хейнс розповідає їм що Агентство міжнародних справ заробляє гроші на продажу наркотиків і він хоче забрати в них ці гроші. Майкл, Франклін та Тревор мають пограбувати інкасаторську машину. Майкл каже що вони не мають необхідного спорядження, але Стів Хейнс каже що це їх проблеми і вони мають дістати все самі. Майкл придумує план, який називає «бліц-гра». Він пояснює Франкліну і Тревору деталі плану і каже що для цього пограбування їм потрібно дістати сміттєвоз, евакуатор і машину для відходу, а також купити комбінезони і маски. Через деякий час, коли Майкл, Франклін і Тревор дістали все необхідне, вони знову збираються на ділянці в Ель-Бурро-Хайтс і Майкл ще раз пояснює їм деталі плану. Всі троє переодягаються у комбінезони та одягають маски. Майкл сідає в сміттєвоз, Франклін в евакуатор, а Тревор в свою машину, і всі троє відправляються на свої позиції в Сайпрес-Флетс. Тревор із даху будівлі видивляється в бінокль інкасаторський фургон, і коли фургон починає наближатися, Тревор повідомляє про це Майклу. Майкл ставить свій сміттєвоз поперек дороги, по якій матиме проїхати інкасаторський фургон щоб заблокувати йому дорогу. Через деякий час фургон під'їзжає і зупиняється навпроти сміттєвоза. Франклін розганяється на своєму евакуаторі і таранить інкасаторський фургон, який після цього перевертається набік. Франклін вибігає із евакуатора, ставить на двері фургона бомби із дистанційним підриванням, відходить на безпечну відстань та підриває їх. Майкл виводить зсередини двох охоронців. Починають лунати поліцейські сирени і трійця займає позицію для оборони, не встигнувши забрати гроші. Коли приїжджає поліція із спецназом, всі троє вступають з ними в перестрілку. Коли вони відбивають всі атаки поліції Франклін сідає в сміттєвоз і їде до місця, де схована машина для відходу. Біля цього місця він виходить із сміттєвоза, знищує його, сідає в машину для відходу і їде геть. По дорозі він дзвонить Майклу. Майкл каже, що забрав гроші із фургона і зараз відвезе їх людині на ім'я Девін Вестон. Майкл приїжджає до маєтку Девіна Вестона в Тонгва-Хіллс і віддає гроші. Девін пропонує Майклу заробити грошей доставляючи машини для нього, але Майкл не зацікавлений. Девін питає в Майкла чим він цікавиться, і той відповідає що полюбляє сидіти на дивані і дивитись фільми. Девін Вестон пропонує познайомити Майкла із кінорежисером Соломоном Річардсом і приголомшений Майкл погоджується. |                                                                                |                  |             |
| "Hood Safari" (укр. Сафарі на районі) | Строберрі, Лос-Сантос                                                          | Франклін Клінтон |             |
| Франклін підходить до свого дому і його тітка Деніз разом із Ламаром починають сварити його за те що він зовсім забув про свою банду і вештається із якимись старими. Раптом з'являється Тревор. Він дає тітці Деніз гроші і каже їй купити собі щось гарне. Вона дякує йому і перераховує гроші. Вона каже Тревору що тут лише сім доларів, але Тревор відповідає, що він сказав щось гарне, а не дороге. Ображена Деніз йде геть. Франклін питає в Тревора що він тут робить і той відповідає що прийшов потусуватись із другом. Франклін каже, що якраз збирався відпочити, але Ламар каже що в них ще є справа. Тревор каже що із задоволенням допоможе їм. Франклін, Ламар та Тревор сідають в фургон і їдуть на зустріч із наркодилером до вулиці Гроув. Коли вони приїжджають і зустрічаються з наркодилером, він дає Ламару спробувати наркотик. Тревор хоче перевірити наркотик ще з іншої сторони пакунка, але наркодилер відмовляється. Тревор намагається вирвати пакунок, але наркодилер його міцно тримає, тому Тревор вириває його із силою, при цьому ламаючи його навпіл. Тревор бачить, що наркотик є тільки на поверхні, а всередині штукатурка. Між Франкліном, Тревором і Ламаром з однієї сторони, та балласами і наркодилером з іншої починається перестрілка. Трійця із боєм просувається вперед. Коли вони вбивають всіх балласів, приїжджає поліція і трійця тепер має втікати від неї. Трійця біжить до каналу, що знаходиться поруч, сідає на водні скутери і втікає від поліції на них. Пізніше трійця розділяється: Ламар пливе в одну сторону, а Франклін із Тревором в іншу. Далі Франклін із Тревором виходять на суходіл, сідають в машину, відриваються на ній від переслідування поліції, після чого Тревор відвозить Франкліна додому. |                                                                                |                  |             |
| "Grass Roots - Trevor" (укр. Травка - Тревор) | Площа Легіону, Лос-Сантос                                                      | Беррі            |             |
| Тревор прогулюється по площі Легіону. Раптом його кличе якийсь чоловік, який сидить за столом, на якому висить плакат із закликом легалізувати марихуану. Він просить Тревора поставити підпис під петицією про легалізацію марихуани, але Тревор категорично відмовляється кажучи що торгує наркотиками і легалізація марихуани це кінець його бізнесу. Чоловік пропонує Тревору косяк із марихуаною, але Тревор не хоче його брати. Але згодом Тревор все ж таки бере його і починає його курити. В Тревора починаються галюцинації. Йому здається що до нього з усіх сторін біжать озброєні клоуни, а він їх відстрілює із дробовика. |                                                                                |                  |             |
| "Grass Roots - Franklin" (укр. Травка - Франклін) | Текстайл-Сіті, Лос-Сантос                                                      | Беррі            |             |
| Франклін йде по Текстайл-Сіті. Раптом його кличе чоловік на ім'я Беррі. Він просить Франкліна прийти на «курящий страйк» з вимогою легалізувати марихуану. Франкліну така пропозиція спочатку здається дивною. Після цього Беррі дає Франкліну косяк із марихуаною. Франклін курить його і Беррі питає його чи він бачить інопланетян чи ще щось незвичне. Франклін відповідає що не бачить і що ця травка низькоякісна. Після цього Беррі просить Франкліна позбирати по всьому місту заначки із марихуаною, які сховані в машинах. Беррі каже Франкліну що подзвонить йому пізніше і вирубається. Франклін починає шукати ці заначки. Одну із них він знаходить в машині в Ла-Пуерті, але машина не заводиться, тому Франкліну доводиться відвезти її на евакуаторі до будинку Беррі. Іншу машину він знаходить в Мур'єта-Хайтс і як тільки він сідає в неї, його починає переслідувати поліція. |                                                                                |                  |             |
| "Paparazzo - The Partnership" (укр. Папарацці - Партнерство) | Західний Вайнвуд, Лос-Сантос                                                   | Беверлі Фелтон   |             |
| Франклін іде по вулиці в Західному Вайнвуді. Раптом із сміттєвого баку, що стоїть поруч, висовується Беверлі і фотографує Франкліна. Беверлі вилазить із бака і розповідає Франкліну, що в нього тепер є своє реаліті-шоу про самого себе і тому йому треба ще більше фотографій знаменитостей. Беверлі каже Франкліну що пізніше пришле йому повідомлення з інформацією про зірок, яких треба сфотографувати, після чого залазить назад в сміттєвий контейнер. |                                                                                |                  |             |
| "Paparazzo - The Highness" (укр. Папарацці - Її Високість) | Міррор-Парк, Лос-Сантос                                                        | Беверлі Фелтон   |             |
| Франклін приїжджає в Міррор-Парк та дзвонить Беверлі який каже, що біля супермаркету неподалік британська принцеса збирається купити наркотики в наркодилерів. Франклін підходить до супермаркету, залазить на його дах та тихо підкрадається до іншої сторони супермаркету, де стоїть принцеса та наркодилери. Франклін непомітно їх фотографує на мобільний телефон, втікає звідти і відсилає фотографію Беверлі, який каже, що ця фотографія на вагу золота. |                                                                                |                  |             |
| "Paparazzo - The Meltdown" (укр. Папарацці - Чорна смуга) | Центральний Вайнвуд, Лос-Сантос                                                | Беверлі Фелтон   |             |
| Франклін приїжджає в Центральний Вайнвуд та дзвонить Беверлі який каже, що поруч із ним поліція переслідує кінозірку Поппі Мітчел, яка веде машину в стані наркотичного сп'яніння. Беверлі просить Франкліна зробити фотографію того, як її заарештовують. Франклін знаходить машину Поппі Мітчел і їде за нею, поки вона нарешті не врізається в дерево в районі Альта. Поппі Мітчел вивалюється із машини і поліцейські підходять щоб її заарештувати. Франклін теж зупиняється, виходить з машини і фотографує на мобільний телефон як Поппі Мітчел заарештовують. |                                                                                |                  |             |
| "Paparazzo - Reality Check" (укр. Папарацці - Реаліті-шоу) | Західний Вайнвуд, Лос-Сантос                                                   | Беверлі Фелтон   |             |
| Франклін приїжджає в Західний Вайнвуд до готелю де Беверлі знімає своє реаліті-шоу. Франклін підходить до нього і вимагає віддати гроші за зроблені Франкліном фотографії. Беверлі каже що йому зараз ніколи і просить Франкліна не заважати йому знімати шоу. Далі Франклін має вибір: він може вбити Беверлі і забрати його гроші, або ж просто піти геть. |                                                                                |                  |             |
| "The Hotel Assassination" (укр. Вбивство в готелі) | Дель-Перро-Біч, Лос-Сантос                                                     | Лестер Крест     |             |
| Перед місією Франкліну дзвонить Лестер і просить його приїхати до Дель-Перро-Біч бо в нього для Франкліна є робота. Франклін приїжджає туди і чекає на Лестера. Через деякий час Лестер приходить і сідає на лавку в декількох метрах від Франкліна. Франклін сідає на лавку поруч із Лестером і починає розмовляти із Лестером дивлячись на нього при цьому, але Лестер просить Франкліна не дивитися на нього бо вони мають виглядати так, ніби вони не знайомі. Лестер розповідає Франкліну про те як Майкл виконав замах на засновника соціальної мережі Lifeinvader Джея Норріса, а після цього просить Франкліна вбити виконавчого директора фармацевтичної компанії «Білкінгтон» Брета Лоурі щоб заробити великі гроші на біржі за допомогою цього вбивства. Франклін їде до готелю «Фон Крастенбург» в Рокфорд-Хіллс і чекає поки Брет Лоурі вийде із готелю. Коли він виходить, Франклін вбиває його охоронців і його самого та втікає. Після цього Франкліну дзвонить Лестер і каже, що план спрацював дуже гарно, тому йому із податкових міркувань треба було купити будинок в Вайнвуд-Хіллс і йому треба щоб в цьому будинку хтось жив на випадок податкової перевірки. Тож Лестер дозволяє Франкліну жити в цьому домі, чому Франклін дуже радіє. |                                                                                |                  |             |
| "The Multi Target Assassination" (укр. Багатоцільове вбивство) | Маленький Сеул, Лос-Сантос                                                     | Лестер Крест     |             |
| Франклін приїжджає до таксофону в Маленькому Сеулі. Він підіймає слухавку і Лестер по телефону йому каже, що завтра має відбутися судове засідання за позовом людей, які захворіли через куріння цигарок «Редвуд», проти компанії «Редвуд». Ця компанія підкупила присяжних щоб отримати рішення суду на свою користь. Тому Франклін має вбити всіх присяжних щоб цього не допустити. Лестер починає надсилати Франкліну повідомлення на мобільний телефон із описом та місцезнаходженням присяжних. Перший це бодібілдер на пляжі Веспуччі, другий знаходиться на яхті біля Пасифік-Блаффс, третій знаходиться в медичному центрі в Західному Вайнвуді, а четвертий їздить на мотоциклі по Вайнвуд-Хіллс. Франклін знаходить їх всіх і вбиває. |                                                                                |                  |             |
| "The Vice Assassination" (укр. Порочне вбивство) | Бертон, Лос-Сантос                                                             | Лестер Крест     |             |
| Франклін приїжджає до таксофону в Бертоні. Він підіймає слухавку і Лестер по телефону йому каже, що високопоставлений менеджер компанії «Фасад» Джексон Скіннер продає інформацію наліво і направо цим підтримуючи кібертерористів, тому його треба вбити. Він регулярно проводить час із повією, тому Франклін має знайти її і прослідкувати за нею. Франклін їде до Ла-Пуерти, де зазвичай знаходиться повія і знаходить її. Повія відмовляє всім клієнтам кажучи що чекає на когось особливого, очевидно на Джейсона Скіннера. Франклін починає чекати поки приїде Джексон Скіннер на своїй машині. Врешті він приїжджає і повія сідає до нього в машину. Франклін тепер вичислив Скіннера. Франлін вбиває його. |                                                                                |                  |             |
| "The Bus Assassination" (укр. Вбивство в автобусі) | Хавік, Лос-Сантос                                                              | Лестер Крест     |             |
| Франклін приїжджає до таксофону в Хавіку. Він підіймає слухавку і Лестер по телефону йому каже, що капіталіст Айзек Пенні збирається викупити контрольний пакет акцій компанії «Вапід» і звільнити більшу частину робітників цієї компанії, що не в інтересах Лестера. Лестер також каже Франкліну, що Айзек Пенні їздить одним і тим же автобусом щодня, тому Франклін має викрасти автобус щоб вбити його. Франклін викрадає автобус на стоянці в Текстайл-Сіті та починає їхати по маршруту поки в автобус не сідає Айзек Пенні. Але коли він заходить, то починає щось підозрювати, тому одразу ж вибігає з автобуса, краде велосипед і починає втікати на ньому, але Франклін його наздоганяє і вбиває. |                                                                                |                  |             |
| "The Construction Assassination" (укр. Вбивство на будівництві) | Ла-Меса, Лос-Сантос                                                            | Лестер Крест     |             |
| Франклін приїжджає до таксофону в Ла-Месі. Він підіймає слухавку і Лестер по телефону йому каже, що корумпований будівельний бізнесмен Енцо Бонеллі вибив собі всі контракти в місті за допомогою хабарів і залякування. Конкуруюча будівельна компанія «Голд Кост» знаходиться на межі банкрутства, що не в інтересах Лестера, тому Франклін має вбити Енцо Бонеллі. Також Лестер каже, що Бонеллі зараз знаходиться на будівництві в Піллбокс-Хілл, але він очікує що на нього можуть скоїти замах. Франклін їде до будівництва і вступає в перестрілку з охороною на першому поверсі. Як тільки Франклін розібрався з охороною на першому поверсі, він підіймається на дах, де знаходиться Бонеллі. Франкліну доводиться вступити в перестрілку з охороною і там. Бонеллі намагається втекти на гелікоптері, але Франклін встигає його вбити. Розібравшись з охороною Франклін втікає з будмайданчика. |                                                                                |                  |             |
| "Did Somebody Say Yoga?" (укр. Хтось сказав «йога»?) | Рокфорд-Хіллс, Лос-Сантос                                                      | Майкл Де Санта   |             |
| Майкл сидить в себе вдома і дивиться кінофільм покурюючи цигарку. У вітальню вривається його дружина Аманда і починає сварити його за те, що він курить в домі, а після цього за те, що він не може уберегти їх від Тревора. Між Майклом і Амандою починається сварка, яку припиняє тренер Аманди по йозі Фаб'єн Ларуш. Він пропонує Аманді і Майлу зайнятися йогою щоб заспокоїтись. Всі троє йдуть на вулицю і займаються йогою. Через деякий час, Аманда із Фаб'єном починають виконувати парну позу йоги, яка дуже нагадує Майклу позу із Камасутри. Він розлючується і намагається зіштовхнути Фаб'єна у басейн, але той вчасно відскакує і Майкл сам падає у басейн. Аманда кричить Майклу що вона йде геть і ніколи не повернеться. Майкл вилазить із басейну та іде до кімнати Джиммі. Майкл пропонує Джиммі прогулятися і Джиммі каже що якраз збирався зустрітися із другом біля ресторану «Бургер-Шот» неподалік. Майкл із Джиммі їдуть туди і там Джиммі зустрічається із робітником ресторану, який продає йому трошки марихуани та дає напій в паперовому стакані. Після цього Майкл із Джиммі їдуть додому. По дорозі Джиммі дає Майклу спробувати напій і в Майкла починається стан наркотичного сп'яніння. Йому стає складно керувати машиною, тому він зупиняється. Джиммі виштовхує його із машини на дорогу, каже що зняв трохи грошей із його рахунку і втікає. В Майкла починаються галюцинації. Йому мариться що він сидить на землі в оточенні мавп, після чого підлітає літаюча тарілка та променем підіймає його всередину. Всередині його тіло оглядають інопланетяни, а після цього огляду викидають за борт. Майклу мариться що він падає вниз до міста із величезної висоти. Коли Майкл долітає до землі, він отямлюється. Він в одних трусах в сквері трохи північніше свого дому. Майкл іде додому. Всередині він знаходить записку від Аманди. Вона пише що Майкл повністю з'їхав з глузду і тому вона з дітьми його покидає. Через деякий час Майкл також отримує повідомлення від Джиммі, який каже що залишить його машину собі. |                                                                                |                  |             |
| "I Fought the Law..." (укр. Я боровся із законом...) | Альта, Лос-Сантос                                                              | Девін Вестон     |             |
| Майкл, Франклін та Тревор приїжджають на зустріч із Девіном Вестоном до будівництва в районі Альта, при чому Майкл спізнюється. Девін Вестон просить їх вкрасти машини в двох багатих хлопців прикинувшись копами. Франклін сідає в машину і їде до заправки на шосе поруч із Тавіамськими горами, де знаходяться ці двоє хлопців, а Майкл і Тревор тим часом переодягаються в форму дорожньої поліції. Коли Франклін приїжджає на заправку, він бачить тих двох хлопців на дорогих машинах та пропонує їм перегони. Вони погоджуються і перегони починаються. Франклін дзвонить Майклу і каже, що він їде разом із цими двома хлопцями, а Майкл каже що він із Тревором чекають біля дороги в Грейпсіді. Коли двоє хлопців і Франклін проїжджають повз Майкла і Тревора, які одягнені у форму дорожньої поліції, вони сідають на поліцейські мотоцикли і починають переслідування. Через деякий час ці хлопці зупиняються, Майкл і Тревор підходять до них і наказують вийти із машини. Один із них виходить сам, а іншого Майклу доводиться викинути із машини. Після цього Майкл і Тревор сідають в машини цих хлопців і втікають. Тревор дзвонить секретарці Девіна Вестона на ім'я Моллі і каже, що вони дістали автомобілі. Вона каже Тревору їхати до гаражу в Строберрі, що Тревор із Майклом і роблять. В гаражі трійця віддає Девіну Вестону машини і вимагає заплатити за роботу, але Девін каже, що він замовляв їм п'ять машин, тому він заплатить коли вони доставлять йому всі п'ять. Секретарка Моллі пояснює що їх наступною машиною буде машина музичного продюсера Чеда Маллігана. Тревор повинен буде вислідити його на поліцейському гелікоптері, а Франклін забрати в нього машину. Майкл для цієї роботи не буде потрібний. |                                                                                |                  |             |
| "Eye in the Sky" (укр. Око в небі) | Ель-Бурро-Хайтс, Лос-Сантос (для Франкліна) Мішн-Роу, Лос-Сантос (для Тревора) | Девін Вестон     |             |
| Тревор приїжджає до поліцейського відділку в Мішн-Роу та сідає в поліцейський гелікоптер, яким керує поліцейський пілот. Пілот пояснює Тревору, що в гелікоптері встановлений сканер, який зчитує інформацію із чипів в водійських правах перехожих. Треба просто навести камеру на перехожого щоб отримати про нього всю інформацію. Вони летять до Ель-Бурро-Хайтс, де зустрічають Франкліна. Франклін каже Тревору, що Чед Малліган знаходиться десь в Хавіку. Франклін сідає в машину і їде туди, а Тревор летить туди на гелікоптері. Коли Тревор із пілотом підлітають до району Хавік, Тревор починає сканувати перехожих поки нарешті не знаходить Чеда Маллігана. Тревор слідкує за ним поки він не підходить до свого гаража і не відкриває його. Франклін під'їжджає до гаража Чеда Маллігана, але той помічає Франкліна і починає втікати на своїй машині. Франклін починає переслідувати його на своїй машині із допомогою Тревора, який вислідковує Чеда Маллігана з повітря. Чед Малліган заїжджає на багатоповерхову парковку щоб сховатися, але Тревор вмикає тепловізор і всеодно його знаходить. Франклін підбігає до Чеда Маллігана і забирає в нього машину, після чого дзвонить Моллі і повідомляє що машина в нього. Вона просить Франкліна привезти машину до особистого ангара Девіна Вестона в аеропорту Лос-Сантоса, що Франклін і робить. |                                                                                |                  |             |
| "Mr. Richards" (укр. Містер Річардс) | Кіностудія «Річардс Маджестік», Лос-Сантос                                     | Соломон Річардс  |             |
| Майкл зустрічається на кіностудії із знаменитим кінорежисером Соломоном Річардсом і знайомиться з ним. Річардс розповідає Майклу, що він знімає новий фільм, але актор на ім'я Мілтон Маклрой відмовляється зніматися і цим затримує зйомки, а його агент на ім'я Рокко Пелосі вимагає в нього підвищення гонорару актора. Річардс просить Майкла розібратися із Рокко Пелосі. Майкл сідає в свою машину і їде до клубу в східній частини міста, де знаходиться Мілтон Маклрой та його агент. По дорозі Майклу дзвонить Соломон Річардс і каже, що в клуб його не пустять, але Рокко Пелосі прилетить на гелікоптері щоб відвезти Мілтона Маклроя до адвоката щоб написати новий контракт, тому Майклу варто спробувати вилізти на дах. Майкл так і робить. Він вилазить на дах і б'є Рокко Пелоссі щоб змусити його відмовитися від своїх планів. Після побиття Рокко втікає, а Майкл сідає за штурвал гелікоптера та відвозить Мілтона Маклроя на знімальний майданчик. По дорозі йому доводиться виконати декілька небезпечних маневрів щоб залякати його. Коли вони прилітають Майкл змушує Маклроя вибачитись перед Річардсом, після чого Річардс пропонує Майклу посаду помічника продюсера. |                                                                                |                  |             |
| "Caida Libre" (укр. Вільне падіння) | Вайнвуд-Хіллс, округ Лос-Сантос                                                | Мартін Мадраззо  |             |
| Перед місією Майклу на мобільний телефон дзвонить Мартін Мадраззо і просить приїхати до його маєтку в Вайнвуд-Хіллс, бо в нього є для Майкла робота. Він також каже що це робота для двоїх, тому просить Майкла взяти із собою Франкліна, але Майкл каже, що краще візьме із собою Тревора. Через деякий час Мартін Мадраззо дзвонить і Тревору. Пізніше вони обоє приєзжають до його маєтку і він розповідає, що його племінник Хав'єр збирається свідчити проти нього, тому його треба вбити. Мартін каже Майклу і Тревору, що вони мають збити літак, на якому летітиме Хав'єр. Після цього Майкл і Тревор їдуть до обсерваторії в Вайнвуд-Хіллс, при чому Тревор по дорозі пересідає на мотоцикл. Поруч із обсерваторією стоїть фургон, всередині якого надпотужна снайперська гвинтівка. Майкл стріляє декілька разів в двигун літака, в якому летить Хав'єр, двигун спалахує і літак починає падати. Тревор починає їхати на мотоциклі за літаком поки він не здійснює невдалу аварійну посадку в окрузі Блейн. Хав'єр виживає після аварії, але Тревор під'їжджає і добиває його. Після цього Тревор забирає із літака валізу із компроматом на Мартіна Мадраззо. Майкл тим часом позбувається фургону і вже збирається їхати до маєтку Мадраззо, коли йому дзвонить Тревор і каже, щоб він їхав до цементного заводу в Гранд-Сенора замість маєтку Мадраззо. Майкл приїжджає туди і через деякий час туди приїжджає Тревор на машині Мартіна Мадраззо. Майкл питає в Тревора що трапилось і той розповідає, що повернувся до маєтку Мартіна Мадраззо, віддав йому валізу і попросив заплатити за роботу, але той відмовився платити. Тревор розізлившись викрав дружину Мартіна Мадраззо на ім'я Патрісія щоб потребувати за неї викуп. Це дуже не сподобалось Мартіну Мадраззо. Тепер Майкл із Тревором мають переховуватись. |                                                                                |                  |             |
| "Deep Inside" (укр. Глибоко всередині) | Кіностудія «Річардс Маджестік», Лос-Сантос                                     | Девін Вестон     |             |
| Франклін під'їжджає до кіностудії «Річардс Маджестік» і дзвонить Моллі. Вона каже Франкліну пробратися всередину кіностудії та викрасти автомобіль із знімального майданчика. Франклін пробирається всередину, підкрадається до одного із акторів ззаду, вирубає його, заносить у вагончик та переодягається в його одяг. Після цього Франклін іде до знімального майданчика, де знімається фільм про Джеймса Бонда, сідає в машину, що стоїть посередині майданчика і починає втікати. В машині на передньому пасажирському сидінні сидить акторка і вона намагається заважати Франкліну керувати машиною. До того ж Франкліна починає переслідувати охорона кіностудії. Франклін натискає одну із кнопок і з машини висипаються шипи. Одна із машин охорони наїжджає на них, проколює шини і зупиняється. Франклін робить так ще декілька разів поки не відривається від всіх охоронців. Після цього йому стає цікаво що буде якщо нажати іншу кнопку. Він натикає цю кнопку і акторку поруч із ним катапультує. Далі Франклін відвозить машину в гараж Девіна Вестона в Строберрі. Всередині гаража Девін Вестон займається фізичними вправами. Франклін віддає Девіну машину, але раптом з'являється Ламар. Франклін намагається змусити Ламара піти, але Девін Вестон пропонує роботу і Ламару. Франклін іде геть, а Девін починає вводити Ламара в курс справи. |                                                                                |                  |             |
| "Minor Turbulence" (укр. Невелика турбулентність) | Рокфорд-Хіллс, Лос-Сантос                                                      | Майкл Де Санта   |             |
| Франклін приходить до будинку Майкла але не знаходить там нікого. Франклін дзвонить Майклу і питає де він. Майкл розповідає про ситуацію що склалася і що тепер їм треба переховуватись. Поки Майкл розмовляє із Франкліном по телефону, Тревор спить. Коли Майкл кладе слухавку, Тревор прокидається та кличе Рона. Коли Рон прибігає Тревор просить його зробити йому каву. Коли Рон приготував Тревору каву, Тревор питає Рона як іде бізнес. Рон відповідає що із радіопереговорів дізнався що скоро тут пролітатиме вантажний літак компанії «Мерівезер» із зброєю. Тревор хоче пограбувати цей літак. Він залишає Майкла слідкувати за дружиною Мадрассо, а сам із Роном сідає в машину і їде до аеродрому в Грейпсіді. Там Тревор сідає в сільськогосподарський літак, злітає і наздоганяє літак компанії «Мерівезер», поки Рон залишається на землі на зв'язку. Коли Тревор підлітає поближче до літака компанії «Мерівезер», вони зв'язуються із ним по рації і вимагають змінити курс, але Тревор відмовляється. Військові найманці відкривають задній люк літака щоб збити літак Тревора, а Тревор скориставшись цим залітає всередину вантажного відділення літака. Після цього Тревор виходить із кабіни і перестрілюючись із найманцями пробирається до кабіни пілота. Дійшовши до кабіни пілота Тревор вбиває пілота і сам сідає за штурвал. Він планує сідати в аеродромі в Гранд-Сенорі, але його починають переслідувати винищувачі. Вони випускають ракети по літаку Тревора і він втрачає керування. Тревору доводиться вистрибнути із парашутом, а літак розбивається. |                                                                                |                  |             |
| "Risk Assessment" (укр. Оцінка ризику) | Вайнвуд-Хілл, Лос-Сантос                                                       | Домінік          |             |
| Франклін їде по дорозі в Вайнвуд-Хілл і бачить собаку, яка сидить на узбіччі. Франклін зупиняється і підходить до собаки. Вона починає гавкати і Франклін якимось чином розуміє що собака хоче йому сказати. Франклін розуміє що неподалік якийсь парашутист застряг на дереві і йому треба допомогти. Собака починає бігти і Франклін біжить за нею. Врешті вони прибігають до дерева, на якому на парашутних стропах висить людина. Франклін допомагає цій людині спуститися на землю. Парашутист пропонує Франкліну стрибнути із парашутом разом із ним. Цього парашутиста звуть Домінік. Франклін спочатку не погоджується, але Домініку все ж таки вдається його вмовити. До Франкліна та парашутиста підлітає гелікоптер, вони сідають всередину і гелікоптер підіймається на дуже велику висоту. Франклін разом із Домініком стрибають та приземляються на вершину гори Чилліад, де сідають на велосипеди і спускаються на них з гори. Внизу Домінік прощається із Франкліном за запрошує його стрибнути із парашутом ще раз біля аеропорту. |                                                                                |                  |             |
| "Liquidity Risk" (укр. Ризик ліквідності) | Міжнародний аеропорт Лос-Сантоса, Лос-Сантос                                   | Домінік          |             |
| Франклін приїжджає до аеропорту та зустрічає там Домініка. Вони разом сідають на квадроцикли, заїжджають на територію аеропорту, після чого наздоганяють та заїжджають всередину вантажного літака під час того, як він набирає швидкість для зльоту. Коли літак досягає потрібної висоти, Франклін із Домініком виїжджають з нього на квадроциклах. Коли вони розкривають парашути, вони сповільнюються, а квадроцикли продовжують летіти вниз, і врешті падають в озеро Аламо-Сі. Коли Франклін і Домінік приземляються, Франклін висловлює своє незадоволення тим, скільки грошей було витрачено на цей стрибок, а Домінік відкидає це зауваження і запрошує Франкліна зустрітися ще раз на даху будівлі «Мейз» в Лос-Сантосі, після чого вони розходяться. |                                                                                |                  |             |
| "Targeted Risk" (укр. Цільовий ризик) | Піллбокс-Хілл, Лос-Сантос                                                      | Домінік          |             |
| Франклін зустрічається із Домініком на даху вежі «Мейз» в Піллбокс-Хілл. Домінік стоїть на краю та не може наважитися стрибнути. Франклін переодягається в костюм парашутиста, одягає парашут і разом із Домініком стрибає. Домінік кричить Франкліну, що вони мають приземлитися на платформу вантажівки, яка їде внизу. Франклін успішно приземляється на неї, але Домініку це не вдається. Вантажівка відвозить Франкліна до автомайстерні в Хавіку, де на нього вже чекає Домінік. Домінік злиться що не зміг правильно стрибнути. Він каже Франкліну що вони мають зустрітися ще раз на дамбі Ленд-Ект, і іде геть. |                                                                                |                  |             |
| "Uncalculated Risk" (укр. Непрорахований ризик) | водосховище Ленд-Ект, Лос-Сантос                                               | Домінік          |             |
| Біля дамби Ленд-Ект Франклін знову зустрічає ту саму собаку, яку зустрів у день свого знайомства із Домініком. Собака починає гавкати і Франклін розуміє це гавкання. Собака повідомляє що якийсь чоловік стоїть на краю дамби і збирається стрибнути вниз. Франклін біжить до дамби, і дійсно бачить там Домініка, який стоїть на краю дамби без парашута і збирається стрибнути. Франклін намагається відмовити його від цього, але Домінік впевнений що це безпечно, попри те що внизу мілина і до неї із пару десятків метрів. Домінік стрибає і розбивається насмерть. Франклін повторює його стрибок, але вже із парашутом. |                                                                                |                  |             |

## Округ Блейн
| Назва | Місце                                                                                     | Хто видає                        | Хто виконує |
| --- | ----------------------------------------------------------------------------------------- | -------------------------------- | ----------- |
| |                                                                                           |                                  |             |
| "The Civil Border Patrol" (укр. Громадський прикордонний патруль) | Гранд-Сенора, округ Блейн                                                                 | Громадський прикордонний патруль |             |
| Тревор іде по вулиці в Гранд-Сенора коли до нього підходить якийсь чоловік і починає щось йому казати російською мовою. Тревор не розуміє що він каже. Через деякий час підходить інший чоловік, який представляється як Джо і представляє того, хто говорив російською, як Джозефа. Він каже що вони двоє є цивільним прикордонним патрулем, який відловлює нелегальних іммігрантів. Поки Джо це розказує, в нього починає пищати який пристрій. Джо дивиться на цей пристрій і каже, що в барі неподалік нелегальні іммігранти. Джо, Джозеф і Тревор сідають в машину служби паркових рейнджерів і їдуть до бару. Тревор заходить всередину бару, але не бачить там нікого особливого. Коли він виходить Джо кричить йому що нелегали втікають на машині. Тревор сідає назад до машини і починає переслідувати нелегалів. Врешті нелегали, врізаються в будівлю і виходять із машини. На них мексиканські костюми. Тревор, Джо і Джозеф заарештовують їх за допомогою електрошокерів та садять у машину. Джо із Джозефом сідають в машину і везуть кудись мексиканців, а Тревор іде геть пішки. |                                                                                           |                                  |             |
| "An American Welcome" (укр. Прийом по-американськи) | Чилліад, округ Блейн                                                                      | Громадський прикордонний патруль |             |
| Тревор бачить машину служби паркових рейнджерів на схилі гори Чилліад і зупиняється біля неї. До Тревора ззаду підбігають Джо і Джозеф, ціляться в нього із електрошокерів та наказують здаватися. Коли Тревор повертається до них, вони його впізнають і опускають електрошокери. Джозеф починає розказувати російською мовою яка Америка прекрасна країна. Під час цього Джо бачить нелегала на квадроциклі, який їде по дорозі поруч. Всі троє сідають в машину і починають його переслідувати. Через сотню метрів нелегал падає із квадроцикла. Джо, Джозеф і Тревор виходять із машини і заарештовують його за допомогою електрошокерів, садять в машину і їдуть до цементної фабрики в Гранд-Сенора. По дорозі чоловік, якого вони заарештували каже, що він американський громадянин і дає Джозефу свої документи, але Джозеф викидає їх у вікно. Коли вони приїжджають на цементну фабрику, вони бачать двох нелегалів на мотоциклах і починають їх переслідувати. Джозеф стріляє по ним із електрошокера з вікна машини і вони падають. Всі троє виходять і заарештовують їх. Після цього Джо із Джозефом сідають в машину і везуть кудись впійманих чоловіків, а Тревор іде геть пішки. |                                                                                           |                                  |             |
| "Minute Man Blues" (укр. Блюз вартових) | Палето-Бей, округ Блейн                                                                   | Громадський прикордонний патруль |             |
| Тревор зустрічає в Палето-Бей чоловіка, якого він заарештовував разом із громадським прикордонним патрулем трохи раніше. Цей чоловік починає сварити Тревора за співпрацю із громадським патрулем і каже, що його предки жили тут ще двісті років тому. Це злить Тревора і він наставляє на чоловіка пістолет, але той всеодно продовжує. Він каже Тревору, що громадський прикордонний патруль зараз якраз займається робочими-іммігрантами на фермі неподалік. Тревор хоче спокутувати провину перед цим чоловіком, тому їде до ферми і вбиває біля неї Джозефа. Одразу після цього Джо виїжджає на тракторі із амбара і починає втікати. Тревор наздоганяє і вбиває його теж. |                                                                                           |                                  |             |
| "Paleto Score Setup" (укр. Планування пограбування в Палето) | Сенді-Шорс, округ Блейн                                                                   | Стів Хейнс                       |             |
| Перед місією Тревору дзвонить працівник його нарколабораторії і каже, що тут його чекає якийсь агент ФБР. Тревор передає це Майклу. Пізніше Тревор і Майкл окремо приходять до нарколабораторії в Сенді-Шорс. Коли вони зустрічаються Майкл починає іронізувати щодо місця де вони знаходяться, але Тревору це не подобається і починається сварка. Тревор звинувачує Майкла в тому що він став лицеміром, а Майкл звинувачує Тревора в тому що він псих. Їхню суперечку припиняють Стів Хейнс та Дейв Нортон, які щойно зайшли в нарколабораторію. Стів Хейнс каже Майклу та Тревору, що вони мають вкрасти нервово-паралітичний газ в терористів, але їм для цього знадобиться гелікоптер, який коштує два мільйони доларів. Майкл вирішує, що їм треба пограбувати банк в Палето-Бей і купити гелікоптер на вкрадені гроші. Він разом із Тревором сідає в свою машину і їде до банку в Палето-Бей. По дорозі Майкл дзвонить Лестеру і розповідає про свої плани, після чого Тревор розповідає Майклу що місцева поліція тримає в банку всі свої корупційні гроші, тому вони будуть захищати банк дуже завзято. Коли Майкл із Тревором приїжджають вони починають чекати на Лестера, який має приїхати на автобусі. Через декілька годин він нарешті приїжджає. Вони троє сідають в машину Майкла і об'їжджають банк щоб роздивитися його. Лестер дивлячись на систему сигналізації каже, що зламати її буде дорожче ніж вони вкрадуть в цьому банку. Лестер пропонує подивитися що буде якщо увімкнути сигналізацію. Майкл виходить із машини і стріляє по системі сигналізації. Майкл повертається в машину і їде до заправки неподалік щоб спостерігати за всім із сторони. Через хвилину приїжджають чотири поліцейські машини. Лестер прослуховує поліцейську радіочастоту і чує, що поліцейські збираються перекрити дороги і робити огляди. Тревор виходить із машини і сідає на мотоцикл, який стоїть неподалік. Він їде вперед, а Майкл із Лестером їдуть на машині позаду нього. Вони їдуть по сільських дорогах щоб не натрапити на поліцію. Коли всі троє приїжджають назад до нарколабораторії, Лестер пояснює Майклу та Тревору план пограбування. Оскільки поліція прибуде дуже швидко, їм не уникнути перестрілки на виході із банку. Лестер пропонує також пограбувати військовий конвой щоб використати військову амуніцію під час пограбування. Франклін буде чекати їх на моторному човні неподалік, на якому вони втікатимуть, бо по суходолу втекти буде не можна буде через те, що поліцейські перекриють всі дороги. Після цього Майкл вибирає стрільця і всі троє розходяться. |                                                                                           |                                  |             |
| "Predator" (укр. Хижак) | Сенді-Шорс, округ Блейн (для Майкла та Тревора) Лаго-Занкудо, округ Блейн (для Франкліна) | Тревор Філіпс                    |             |
| Перед місією Тревору дзвонить Франклін і каже, що якісь люди шукали його і були дуже злі. Тревор здогадується що це брати О'Ніл. Він просить Франкліна допомогти. Пізніше Майкл із Тревором розмовляють вдома в Тревора. Тревор каже Майклу що в нього виникли деякі проблеми, тому він подзвонив Франкліну і попросив допомогти. Майкл відповів що небезпечно було дзвонити в Лос-Сантос поки вони переховуються, на що Тревор відповів що Майкл навіть не спитав у чому полягають проблеми, а одразу подумав про себе. Після цього Тревор із Майклом сідають в машину і ідуть на зустріч із Франкліном у Пасіфік-Блаффс. Тим часом Франклін їде за братами О'Ніл. Брати розуміють що їх переслідують, тому прискорюються та звертають на сільську дорогу. Франклін їде за ними. Раптом на дорогу вискакує олень і брати О'Ніл намагаючись його об'їхати вилітають з дороги і падають з обриву. Їхня машина розбивається і спалахує, але самі брати виживають і починають втікати далі пішки. Франклін дзвонить Тревору, розповідає про те що трапилось і просить допомогти йому з повітря, оскільки сам він не зможе знайти братів О'Ніл, які втекли. Тревор із Майклом їдуть до аеродрому в Гранд-Сенора сідають в гелікоптер Тревора і летять до Кессіді-Крік шукати братів О'Ніл. Коли вони прилітають, Майкл дістає снайперську гвинтівку, вмикає тепловізор на ній та починає за його допомогою шукати братів О'Ніл. Він знаходиться декількох із них і вбиває, аж раптом в гелікоптер попадає снаряд з РПГ. Франклін дає наказ Чопу знайти того, хто стріляє в РПГ. Чоп біжить в напрямку цієї людини, а Франклін біжить за ним. Врешті коли Чоп знаходить останнього з братів О'Ніл, Франклін вбиває його. Далі Тревор садить гелікоптер поруч із Франкліном, який разом із Чопом сідає в гелікоптер і всі четверо, включаючи собаку, летять назад до аеродрому в Гранд-Сенора. По дорозі Тревор пояснює Майклу чому він ворогує із братами О'Ніл. |                                                                                           |                                  |             |
| "The Paleto Score" (укр. Пограбування банку в Палето-Бей) | Сенді-Шорс, округ Блейн                                                                   | Пограбування банку в Палето-Бей  |             |
| Всі учасники пограбування збираються на наркофабриці Тревора. Всередині Тревор свариться із Майклом. Тревор каже Майклу що він кохає Патріцію, дружину Мадраззо, на що Майкл відповідає йому, що той збожеволів. Франкліну набридає ця сварка і він її припиняє. Після цього всі четверо учасників пограбування, включаючи стрільця, сідають в фургон і їдуть у Палето-Бей. По дорозі Тревор просить Франкліна розказати про його найперше пограбування. Франклін каже що він не пам'ятає, але Тревор йому не вірить. Тревор просить розповісти про свої найперші пограбування Майкла і стрільця. Майкл розповідає, що він здійснив своє найперше пограбування в 1988 році. Він пограбував невеличкий магазин на околиці Карцер-Сіті і вкрав десять тисяч доларів. Далі стрілець розповідає про своє найперше пограбування, а далі і сам Тревор розповідає що його найпершим пограбуванням було пограбування контори, в якій обмінюють чеки на готівку. Він вкрав вісім тисяч доларів. Але працівник цієї контори впізнав Тревора, тому одразу після пограбування його заарештували і він відсидів у в'язниці чотири місяці. Врешті Франклін зізнається, що його найпершим пограбуванням було пограбування банку, під час якого він вкрав дві тисячі доларів, але спрацював пакетик із фарбою, тому гроші зіпсувалися. Після цієї розмови фургон нарешті приїжджає в Палето-Бей. Франклін виходить неподалік від банку, а інші їдуть до самого банку і вриваються всередину. Майкл і Тревор займаються працівниками і відвідувачами банку, поки стрілець відкриває двері сховища за допомогою газового пальника. Далі Майкл і стрілець заходять в сховище і починають збирати гроші, а Тревор тим часом стоїть біля головного входу і бачить як під'їжджає поліцейська машина. З неї виходять двоє поліцейських та ідуть в сторону банку. Поліцейські впевнені, що це знову помилкова тривога, тому вони розслаблені і необережні. Тревор вибігає із будівлі і стріляє вгору щоб змусити поліцейських відійти. Вони відходять, ховаються за машиною та повідомляють по рації, що банк дійсно грабують. Через хвилину приїжджає ще декілька поліцейських машин. Майкл, Тревор і стрілець виходять із банку одягнені в надважкі бронекостюми. Тревор озброєний шестиствольним кулеметом. Всі троє починають пробиратися до човна. Їх атакує величезна кількість поліцейських і спецназівців, але Тревор нещадно поливає їх дощем із куль із шестистволки. Коли трійця вбиває всіх поліцейських і спецназівців, на їх місце прибуває армія, яка навіть доставляє туди танк. Тревор поливає кулями і їх, а Франклін тим часом сідає в бульдозер та починає їхати до інших трьох, по дорозі розштовхуючи барикади із військових позашляховиків. Коли він доїжджає до них, вони ховаються в ковші бульдозера, який далі їде до птахофабрики. Біля птахофабрики бульдозер зупиняється. Майкл, Тревор і Франклін заходять всередину птахофабрики. Всередині вони зустрічають сильний опір військових, але потроху пробираються до залізничної колії розташованої поруч із птахофабрикою, стрибають в вантажний вагон потяга, що проїжджає повз та успішно втікають на цьому потязі. Значно пізніше потяг зупиняється і їх зустрічає агент Санчез, підопічний Стіва Хейнса. Він забирає більшу частину награбованого, залишаючи Майклу, Франклін і Тревору лише невеличку частину. |                                                                                           |                                  |             |
| "Derailed" (укр. Зійти з рейок) | Сенді-Шорс, округ Блейн                                                                   | Тревор Філіпс                    |             |
| Майкл сидить на софі вдома в Тревора. В дім заходить Рон і просить Майкла передати Тревору, що «потяг вже їде», але в цей момент заходить і сам Тревор, який гуляв разом із Патрицією, і все сам чує. Він каже Майклу, що цей потяг, який належить компанії «Мерівезер», перевозить золото, тому вони його пограбують. Тревор сідає на мотоцикл, їде до підніжжя гори Гордо, де застрибує на дах одного з вагонів потяга. Тревор біжить по дахах вперед до локомотива. Коли він опиняється на локомотиві, він злізає вниз, заходить в кабіну, вирубає машиніста і сам сідає керувати потягом. Майкл тим часом їде до моторного човна на машині, пересідає в цей човен і пливе до залізничного мосту в Кессіді-Крік. Раптом Майкл бачить як на мосту зіштовхуються два потяги, в одному з яких їхав Тревор. Тревор встигає вистрибнути із потяга і падає в воду. Після зіткнення вагони потягів починають падати в воду, але не тонуть, через те що в тому місці невелика глибина. Тревор каже Майклу, що їм потрібен жовтий вагон. Майкл підпливає до жовтого вагона, кидає на його двері липку бомбу і підриває її тим самим відчиняючи двері вагону. До них починають прибувати найманці з компанії «Мерівезер» на моторних човнах і гелікоптерах. Тревор відстрілюється від них поки Майкл дістає потрібну їм валізу з вагона. Коли Майкл закінчив, Тревор підпливає до човна, залазить у нього і разом з Майклом пливе до берега в Північному Чумаші. Їх починають переслідувати моторні човни із найманцями з «Мерівезер». Тревор відстрілюється від них, поки Макл керує човном. Врешті вони допливають до Північного Чумаша, виходять на берег і Майкл відкриває валізу. Всередині знаходиться золота статуетка. Макл каже що її треба віддати Мартіну Мадраззо як вибачення, але Тревор категорично проти і вириває валізу з рук Майкла. Майклу вдається переконати Тревора запропонувавши йому пограбувати Федеральне сховище і Тревор віддає валізу Майклу. Майкл їде геть. Після цього Тревору і Майклу дзвонить Стівен Хейнс і каже, що все готове для виконання його завдання тому він чекатиме їх на березі біля Сан-Шанського гірського хребта. |                                                                                           |                                  |             |
| "Monkey Business" (укр. Мавп'яча справа) | Сан-Шанський гірський хребет, округ Блейн                                                 | Стів Хейнс                       |             |
| Майкл, Франклін та Тревор збираються на березі біля Сан-Шанського гірського хребта де зустрічаються із агентами ФБР Стівом Хейнсом та Дейвом Нортоном. Стів Хейнс розказує їм що Агентство міжнародних справ розробляє нейротоксин в лабораторії неподалік щоб потім розбризкати його над великим містом здійснивши терористичний акт, щоб отримати велике фінансування на боротьбу із тероризмом. Тому Стівен Хейнс хоче вкрасти цей нейротоксин проникнувши в лабораторію з-під води. Тревор із Франкліном сідають в машину і їдуть до аеродрому в Гранд-Сенора, а Майкл, Стів Хейнс та Дейв Нортон тим часом переодягаються в акваланги та пливуть до лабораторії на моторному човні. Як тільки вони підпливають близько до лабораторії, вони стрибають у воду і пливуть до тунелю, який веде всередину лабораторії. На вході в тунель встановлена решітка, тому Майкл зрізає її за допомогою газового пальника. Далі всі троє пливуть по тунелю і нарешті опиняються всередині. Вони починають пробиратися до кімнати, де зберігається речовина. Макл стріляє з електрошокера по всім науковцям і охоронцям, які трапляються по дорозі. Врешті вони знаходять нейротоксин і Майкл забирає його, але його треба якомога швидше повернути в холодильник, тому їм варто поквапитись. Майкл, Стів Хейнс та Дейв Нортон починають пробиратися до виходу, перестрілюючись із охоронцями та співробітниками компанії «Мерівезер». Коли вони нарешті опиняються на вулиці, там стоїть контейнер із рефрижератором, в який Майкл одразу ж кладе капсулу із речовиною. До них якраз підлітає Тревор на гелікоптері щоб забрати контейнер. Раптом агент Хейнс починає панікувати. Він каже що люди з Агентства міжнародних справ прибули до лабораторії раніше ніж очікувалось, тому вони можуть не встигнути причепити контейнер до гелікоптера. Стів Хейнс забігає всередину будівлі і стріляє собі в ногу щоб прикинутися пораненим і затримати агентів, а Майкл та Дейв тим часом чіпляють контейнер до гелікоптера, забираються по тросам всередину гелікоптера та летять до аеродрому в Гранд-Сенора, де Тревор опускає контейнер на платформу вантажівки. Після цього Дейв Нортон сідає в кабіну вантажівки і їде геть, а Майкл отримує повідомлення від Лестера що він віддав статуетку Мартіну Мадраззо і той готовий пробачити Майлка. Тим часом Тревор везе Патріцію назад до Мартіна Мадраззо. Він по справжньому закохався в неї і йому дуже важко розлучатися з нею. Він приїжджає до маєтку Мартіна Мадраззо і дуже неохоче віддає йому Патріцію. |                                                                                           |                                  |             |

## Лос-Сантос
| Назва | Місце                                      | Хто видає        | Хто виконує |
| --- | ------------------------------------------ | ---------------- | ----------- |
| |                                            |                  |             |
| "Hang Ten" (укр. Небезпечний трюк) | Ла-Пуерта, Лос-Сантос                      | Тревор Філіпс    |             |
| Тревор повертається до будинку Флойда. На вході він натикається на самого Флойда, який намагається не пустити Тревора всередину, але Тревор всеодно вривається в будинок, в якому знаходиться Дебра, та починає поводитися неввічливо. Між Тревором, Деброю та Флойдом починається сварка і Дебра вимагає від Тревора та Флойда щоб вони забиралися з її дому, але вони відмовляються. Тоді Дебра дістає із шухляди на кухні пістолет та погрожуючи їм намагається вигнати Тревора та Флойда. Флойд хапає ніж. Тревор вбиває їх обох, після чого виходить з дому. На виході він зустрічає Уейда, який хоче зайти привітатися з Деброю. Тревор відмовляє його від цього та каже йому сідати в його машину. Тревор із Уейдом сідають в машину Тревора і їдуть до стриптиз-клубу «Ванільний єдиноріг» в Строберрі. Після того як вони заходять всередину, Тревор просить стриптизерок розважити Уейда, а сам іде в кабінет менеджера і вбиває його. Тепер Тревор володіє стриптиз-клубом і це його дім. |                                            |                  |             |
| "Extra Commission" (укр. Додаткові комісіонні) | Рокфорд-Хіллс, Лос-Сантос                  | Джош Бернштейн   |             |
| Тревор починає розмову із незнайомцем в Рокфорд-Хіллс. Він представляється як Джош Бернштейн і розповідає Тревору що колись він був успішним брокером, але його колишній напарник Ленні Ейвері викинув його із бізнесу, тому Джош хоче йому помститися. Він просить Тревора знайти всі таблички із рекламою будинків Ленні Ейвері і знищити їх, що Тревор і починає робити. Трохи пізніше Джош присилає Тревору повідомлення із адресою сайту Ленні Ейвері. На цьому сайті є адреси всіх будинків Ленні Ейвері і тепер Тревору легше їх знайти. Після того, як Тревор знищив всі 15 табличок, він отримує повідомлення від Джоша, в якому той просить Тревора приїхати до мотелю «Біллінсгейт» в районі Ранчо. |                                            |                  |             |
| "Closing the Deal" (укр. Закриваючи справу) | Ранчо, Лос-Сантос                          | Джош Бернштейн   |             |
| Тревор приїжджає до готелю «Біллінсгейт» в районі Ранчо і зустрічає там Джоша Бернштейна. Той просить Тревора піднятися в кімнату нагорі, бо там на нього чекає жінка. Тревор заходить в цю кімнату, займається сексом із жінкою, після чого спускається назад до Джоша. Він просить Тревора «передати привіт» Ленні Ейвері, який зараз намагається продати будинок в Рокфорд-Хіллс. Тревор їде туди. По дорозі йому дзвонить Джош і каже, що він сказав Ленні про свої плани, тому ефекту несподіванки не буде, а також те що Ленні Ейвері їздить на зеленій машині «Комет». Тревор приїжджає в Рокфорд-Хілл і починає шукати зелений Комет. Як тільки він його знаходить, Ленні Ейвері помічає Тревора і починає втікати на своїй машині. Тревор женеться за ним і починає таранити його машину. Врешті Ленні Ейвері зупиняється і виходить, а Тревор починає його бити щоб залякати. |                                            |                  |             |
| "Surreal Estate" (укр. Сюрреалістична нерухомість) | Ранчо, Лос-Сантос                          | Джош Бернштейн   |             |
| Тревор знову приїжджає до готелю «Біллінсгейт» і там Джош знову просить його піднятися в ту саму кімнату. Тревор вже другий раз піднімається в цю кімнату і займається сексом із жінкою. Коли він виходить, він питає в Джоша що це за жінка, і той зізнається що це його дружина. Джош каже, що той будинок в Рокфорд-Хіллс, біля якого він вперше зустрівся із Тревором, насправді його будинок, який банк збирається забрати за борги. Але якщо із будинком щось станеться, то Джош всеодно отримає страхові виплати, тому він просить Тревора підпалити його будинок. Тревор сідає в машину Джоша, в багажнику якої лежить каністра із бензином, і їде до його будинку. По дорозі Тревору дзвонить Джош і каже що у дворі є гриль, тому якщо його підпалити, то пожежа буде дуже сильна. Тревор приїжджає до будинку Джоша і за допомогою каністри робить доріжку із бензину навколо будинку, починаючи із гриля. Далі Тревор стріляє в цю доріжку, вона спалахує, гриль вибухає і весь будинок спалахує. |                                            |                  |             |
| "Surveying the Score" (укр. Плануючи пограбування) | Строберрі, Лос-Сантос                      | Тревор Філіпс    |             |
| Тревор в своєму кабінеті в стриптиз-клубі відкриває холодильник щоб дістати пляшку пива, але із холодильника вивалюється тіло попереднього власника клуба Леона. Тревор заштовхує його назад, бере пляшку пива і зачиняє холодильник. До нього приходять Майкл та Франклін. Франклін цікавиться звідки в Тревора стриптиз-клуб. Тревор відповідає йому що вже давно їм володіє. Тревор розказує Майклу і Франкліну свої плани на майбутнє коли приходить Лестер. Лестер каже присутнім що тепер саме час здійснити їхню давню мрію, їхнє найбільше пограбування — пограбування Федерального сховища. Майкл та Тревор у захваті від цієї ідеї і всі четверо вирішують провести розвідку Федерального сховища. Вони виходять із кабінету Тревора щоб сісти в машини і поїхати до Федерального сховища в Піллбокс-Хілл. Як тільки вони виходять, тіло попереднього власника клубу вивалюється ще раз. Коли вони всі сідають в машини і починають їхати, Лестер каже Майклу і Франкліну поїхати оглянути Федеральне сховище, що вони і роблять, а сам із Тревором їде до аеродрому в Гранд-Сенора і сідає разом із Тревором в гелікоптер. Тревор і Лестер летять до східної частини Лос-Сантоса, знаходять там інкасаторські фургони Федерального сховища та починають слідкувати за ними. Через деякий час інкасаторські машини під'їжджають до Федерального сховища і заїжджають всередину. Далі Лестер пригадує, що поруч іде будівництво нової станції метротрама. Тревор підлітає до будівництва. Лестер оглядає його і каже, що можна буде проникнути у сховище через цю недобудовану станцію. Після цього Тревор із Лестером летять назад до аеродрому в Гранд-Сенора, а Майкл відвозить Франкліна додому. |                                            |                  |             |
| "Bury the Hatchet" (укр. Закопати сокиру війни) | Рокфорд-Хіллс, Лос-Сантос                  | Майкл Де Санта   |             |
| Макл сидить на дивані в себе в вітальні коли до нього приходить Тревор. Майкл із Тревором починають розмовляти і Тревор каже що планує визволити Бреда Снайдера із в'язниці, оскільки отримував від нього електронні листи, в яких він писав що сидить у в'язниці. Майкл не сприймає цю ідею. Між Майклом і Тревором починається суперечка. Тревор питає в Майкла хто похований в його могилі в Північному Янктоні. Майкл відповідає що не має уявлення, але Тревор йому не вірить. У Тревора є здогадка і він хоче її перевірити. Тревор називає Майкла зрадником, вибігає з дому, сідає в машину Майкла, їде до аеродрому в Гранд-Сенора, сідає в свій літак і летить в Північний Янктон. По дорозі він отримує повідомлення від Рона, в якому він попереджає Тревора про те, що його шукає китайська банда. Майкл вибігає з дому вслід за Тревором і їде в аеропорт Лос-Сантоса. По дорозі він дзвонить Дейву Нортону і розповідає що трапилось. Майкл сідає у літак і теж летить до Північного Янктона. Коли він виходить з літака, він сідає в машину і їде до кладовища в місті Людендорф. На кладовищі Майкл підходить до своєї могили і бачить, що Тревор її розкопує. Майкл намагається відмовити Тревора це робити, але безуспішно. Врешті Тревор відкопує гроб, пробиває його і бачить всередині тіло Бреда. Тревор дуже сильно розлючується на Майкла. Він дістає пістолет і направляє його на Майкла, але Майкл і сам встигає дістати пістолет. Вони стоять декілька секунд направивши пістолети один на одного, аж раптом прибігають китайці, які хочуть вбити Тревора. Тревор втікає, а Майклу доводиться втупити в перестрілку із китайцями. Майкл перестрілюючись із китайцями пробирається до своєї машини, сідає в неї, але вона не заводиться. До машини Майкла підбігають китайці і наставивши на нього автомати змушують вийти з машини з піднятими руками. Тим часом Тревор повертається на своєму літаку в округ Блейн. Йому дзвонить китайський мафіозний бос Вей Ченг і каже, що його друг Майкл в них. Вей Ченг вимагає в Тревора закрити свій бізнес в обмін на Майкла, але Тревор несподівано для Ченга відмовляється. |                                            |                  |             |
| "Pack Man" (укр. Крадій машин) | Строберрі, Лос-Сантос                      | Девін Вестон     |             |
| Перед місією Франклін та Тревор отримують повідомлення від Ламара Девіса, в якому він пише що викрав останню машину для Девіна Вестона і йому потрібна їхня допомога. Коли Франклін приїжджає до будинку Ламара, він дзвонить Ламару і той каже зустріти його біля автомастерні «Гласс Хіроус» в декількох кварталах від його дому. Франклін їде туди і зустрічається з Ламаром. Тревор підходить до будинку Ламара і дзвонить йому. Ламар каже йому взяти автовоз на який завантажено всі машини, які вони вкрали для Девіна Вестона до цього, і чекати їх біля гаражу Девіна Вестона. Франклін із Ламаром сідають в машину і їдуть до гаража. По дорозі Франклін питає в Ламара як він роздобув машину і Ламар відповідає що просто побачив її і вкрав. Франкліну здається дивним, що це вдалося Ламару так легко. Біля гаража Франклін і Ламар зустрічаються із Тревором, завозять машину всередину автовоза після чого всі троє сідають в автовоз і їдуть на зустріч із Девіном Вестоном на північ штату. Ламар починає розпитувати Тревора про Майкла і Тревор каже, що Майкл мабуть зараз вже мертвий. На середині шляху їх раптом починає переслідувати поліція і Франклін вилазить із кабіни, лізе до машини, яку він вкрав зі зйомок фільму про Джеймса Бонда, сідає в неї, скочується на ній з автовоза на дорогу та починає зупиняти поліцейські машини розсипаючи шипи на їх шляху або стріляючи по ним. Врешті трійця відривається від переслідування і приїжджає на місце. Замість Девіна Вестона вони там зустрічають його секретарку Моллі. Франклін вимагає від неї гроші за зроблену роботу, але вона відповідає що Девін Вестон поки зберігатиме їхні гроші в себе, щоб потім їх інвестувати. Це дуже не подобається Франкліну, але він нічого не може зробити. |                                            |                  |             |
| "Fresh Meat" (укр. Свіже м'ясо) | Строберрі, Лос-Сантос                      | Франклін Клінтон |             |
| Одразу після доставлення машин Девіна Вестона на автовозі, Франклін дзвонить Лестеру і висловлює свої побоювання щодо Майкла. Лестер вистежує телефон і банківську картку Майкла і виявляє, що він літав до Північного Янктона, але останній раз його телефон подавав сигнал вже знов в Лос-Сантосі. Після цього ніякої активності не було. Лестер робить висновок що Майкла викрали. Лестер дізнається що Тревор теж літав в Північний Янктон, тому вирішує що краще спитати в нього що трапилось із Майклом. Лестер каже Франкліну, що подзвонить Тревору і попросить його зустрітися із Франкліном біля дому його тітки в Строберрі, що пізніше і робить. Через деякий час Франклін чекає на Тревора біля будинку своєї тітки. Приходить Тревор і він весь на нервах. Він кричить на тітку Франкліна, після чого намагається перестрибнути через паркан щоб не обходити його, але падає. Франклін починає сміятися над ним, але Тревор починає злитися на Франкліна через те що він сміється. Між ними починається суперечка, але Франклін вибачається і вона припиняється. Франклін каже Тревору що хоче знайти і врятувати Майкла, але не знає де він. Тревор відповідає, що на нього напевне напала китайська банда, з якою Тревор раніше посварився. Франклін пропонує Тревору разом визволити Майкла, але Тревор відмовляється і каже що хоче аби Майкл був мертвим. Після цього Тревор іде геть, по дорозі б'ючи випадкового перехожого. Далі Франклін дзвонить Лестеру і той скидає Франкліну на мобільний телефон додаток, за допомогою якого можна вислідити телефон Майкла. Тим часом Майкла підвішеного на крюк на м'ясній фабриці збираються вбити відправивши його в роздроблювальний апарат. Додаток приводить Франкліна до цієї м'ясної фабрики в Сайпрес-Флетс. Франклін вривається всередину і перестрілюючись із китайцями пробирається до Майкла. Добравшись до Майкла, Франклін дає йому пістолет і вони разом відстрілюються від китайців. Майкл стріляє в ланцюг, яким він прив'язаний до крюка, той ламається і Майкл падає. Франклін разом із Майклом починають йти до виходу по дорозі знов таки перестрілюючись із китайцями. Нарешті вибравшись на вулицю, вони сідають в машину і починають втікати. Їх починають переслідувати китайці на іншій машині, але Франклін відривається від них і відвозить Майкла додому. Біля будинку Майкла Франклін питає в Майкла що ж все ж таки трапилось дев'ять років тому. Майкл каже що він тоді прийняв складне рішення співпрацювати ФБР щоб уберегти свою родину. |                                            |                  |             |
| "Breach of Contract" (укр. Розрив угоди) | Рокфорд-Хіллс, Лос-Сантос                  | Джош Бернштейн   |             |
| Тревор підходить до будинку в Рокфорд-Хіллс, який він підпалив раніше на прохання Джоша Бернштейна і бачить Джоша, який розмовляє із двома поліцейськими. Він дає поліцейським опис Тревора і каже що він навмисно підпалив його будинок. Аж раптом Джош бачить самого Тревора і просить поліцейських його заарештувати. Тревору доводиться втікати. |                                            |                  |             |
| "The Ballad of Rocco" (укр. Балада про Рокко) | Кіностудія «Річардс Маджестік», Лос-Сантос | Соломон Річардс  |             |
| Майкл приїжджає на кіностудію і бачить у дворі кіностудії як Рокко Пелоссі і його помічник Джанні б'ють Соломона Річардса звинувачуючи його у недотриманні домовленостей. Як тільки з'являється Майкл вони сідають в машину і починають втікати, але Майкл теж сідає в машину, наздоганяє їх та вбиває. Майкл дзвонить Соломону Річардсу і звітує про зроблене. Соломон Річардс просить Майкла повернутися до кіностудії щоб показати йому щось. Майкл повертається до кіностудії, заходить в кабінет Соломона Річардса і той показує Майклу його ім'я в титрах нового фільму. Майкл вражений. Він нарешті досяг чогось в житті. Виходячи з офісу Майкл залишає Аманді голосове повідомлення, в якому каже, що нарешті знайшов нормальну професію і став нормальною людиною. |                                            |                  |             |
| "Cleaning out the Bureau" (укр. Очищаючи бюро) | Ла-Меса, Лос-Сантос                        | Лестер Крест     |             |
| Перед місією Майкл отримує повідомлення від Лестера, в якому той каже що Стів Хейнс та Дейв Нортон хочуть зустрітися з ним на ткацькій фабриці. Майкл приїжджає на фабрику і зустрічає там Лестера. Майкл розповідає Лестеру про свій конфлікт із Тревором коли приходить Дейв Нортон і каже що в них великі проблеми. Через декілька секунд приходить Стів Хейнс і деталізує, що починають спливати докази його корупційної діяльності, тому Майкл має проникнути в будівлю бюро та стерти із комп'ютера всі докази. Лестер із Майклом мають скласти план проникнення в будівлю бюро. Вони сідають в машину Майкла і їдуть до будівлі ФБР в Піллбокс-Хілл. По дорозі Лестер проникає в базу даних найманих робітників ФБР і знаходить там прибиральника, в якого скоро закінчується зміна. Лестер планує підкупити його щоб він дозволив Майклу проникнути в бюро під його іменем. Лестер знаходить в базі даних номер його машини, тому Майкл із Лестером їдуть до виїзду з парковки біля будівлі бюро і чекають поки з'явиться машина цього прибиральника. Коли ця машина з'являється, Майкл непомітно їде за нею аж поки вона не приїжджає до будинку прибиральника в Вайнвуд-Хіллс. Після того як прибиральник виходить із машини і заходить в свою квартиру, до нього заходить Майкл і пропонує гроші і відпустку в обмін на його форму і пропуск. Прибиральник погоджується. Майкл бере його форму і пропуск та повертається до своєї машини. Майкл із Лестером їдуть назад до ткацької фабрики. Лестер по дорозі дзвонить Франкліну і просить його приїхати туди ж. Коли Майкл, Франклін та Лестер збираються в кабінеті Лестера на ткацькій фабриці, Лестер пояснює двом іншим що в інтернеті нема плану будівлі бюро, тому цей план треба витребувати в головного архітектора міста і в цьому знадобиться допомога Франкліна. |                                            |                  |             |
| "Reuniting the Family" (укр. Возз'єднуючи родину) | Рокфорд-Хіллс, Лос-Сантос                  | Майкл Де Санта   |             |
| Майкл сидить в себе вдома на дивані і дивиться телевізор. Згодом він засинає прямо перед телевізором. Він прокидається від того що чує голос Джиммі. Джиммі стоїть прямо поруч із ним. Майкл починає розмовляти з ним і Джиммі каже йому, що його Аманда теж за ним сумує і пропонує їм зустрітися в кав'ярні «Бін Машін» за рогом. Майкл із Джиммі їдуть туди і бачать там Аманду, яка сидить за столиком навпроти Фаб'єна. Він їй вже явно набрид. Між Майклом і Фаб'єном починається суперечка. Жінка за сусіднім столиком просить їх поводитися тихіше, бо вона працює за ноутбуком. Майкл хапає її ноутбук і б'є ним Фаб'єна по голові, після чого кидає ноутбук на підлогу. Майкл пропонує Аманді возз'єднатися. Вона погоджується за умови, що вся їхня родина зараз поїде до психолога доктора Фрідлендера. Аманда допомагає Фаб'єну підвестися, сідає в свою машину і їде до Фрідлендера, а Майкл із Джиммі вирішують забрати Трейсі із тату-салону в Центральному Вайнвуді. По дорозі туди Джиммі каже Майклу, що в цьому тату-салоні Трейсі зустрічається із Лазло щоб домовитись з ним про повернення до шоу «Ганьба чи слава». Коли Майкл із Джиммі підходять до дверей тату-салону, вони чують як Лазло просить Трейсі зробити йому мінет в обмін на повернення до шоу. Це розлючує Майкла. Він каже Джиммі відволікти татуювальника, а сам хапає Лазло, кидає його в крісло, насильно робить йому пірсинг брови, носа і вуха, після чого робить йому татуювання в формі чоловічого статевого органу. Далі він відрізає Лазло його довге волосся і попереджає щоб він надалі поводився із Трейсі добре. Після цього Майкл, Джиммі і Трейсі сідають в машину і їдуть до доктора Фрідлендера. Коли всі четверо заходять в кабінет до Фрідлендера, Майкл із Амандою починають сваритися і ця сварка переростає в погрозу від Майкла вбити Аманду, але коли вони виходять на вулицю то знову примиряються, після чого всі четверо їдуть додому. |                                            |                  |             |
| "Architect's Plans" (укр. Архітектурні плани) | Піллбокс-Хілл, Лос-Сантос                  | Напад на бюро    |             |
| Франклін стоїть біля будівництва в Піллбокс-Хілл. Він дзвонить Майклу і каже що знайшов головного архітектора міста. Після того як Франклін кладе слухавку, він підбігає до архітектора і відбирає в нього кейс. Франкліна починає переслідувати поліція. Він відривається від переслідування та відвозить кейс до ткацької фабрики де його вже чекають Лестер та Майкл. Франклін передає кейс Лестеру, той дістає з нього план, прикріпляє до дошки і роздивляється. Після цього Лестер пропонує Майклу на вибір два плани. Перший полягає в тому що він проникне в будівлю під виглядом прибиральника і встановить бомби. Після того як бомби вибухнуть, приїде інша частина команди під виглядом пожежників і зайде в будівлю. Інший план полягає в тому, що Майкл вистрибне із парашутом з гелікоптера, приземлиться на дах будівлі і з боєм увірветься всередину. Майкл робить свій вибір. Також Майкл вибирає склад команди. Перед тим як Майкл іде, Лестер каже йому що він потрошку розробляє план пограбування Федерального сховища, але без Тревора його ніяк не здійснити. |                                            |                  |             |

## Напад на бюро

### Варіант із пожежною машиною
| Назва | Місце               | Хто видає     | Хто виконує |
| --- | ------------------- | ------------- | ----------- |
| |                     |               |             |
| "The Bureau Raid" (укр. Напад на бюро) | Ла-Меса, Лос-Сантос | Напад на бюро |             |
| Майкл приходить до Лестера на ткацьку фабрику. Лестер нагадує Майклу деталі плану і при цьому Лестер із Майклом поливають підлогу бензином. Після цього Майкл переодягається в форму прибиральника, виходить на вулицю, сідає в машину і їде до будівлі ФБР. Він заходить в будівлю, бере відро із шваброю і починає мити підлогу, при цьому непомітно встановлюючи вибухові пристрої. Далі Майкл виходить із будівлі і дзвонить Франкліну. Франклін, який знаходиться за кермом пожежної машини, підбирає Майкла в кварталі від будівлі бюро. Майкл залазить в пожежну машину і переодягається в пожежника, а Франклін тим часом за допомогою мобільного телефону підриває бомби. У будівлі відбувається вибух і команда на пожежній машині їде до будівлі бюро поки Лестер, зламавши систему пожежного департаменту, робить так, щоб ніхто крім них туди не поїхав. Команда забігає в будівлю, підіймається на ліфті на 49-й поверх, після чого піднімається по сходах на останній 53-й поверх. На останньому поверсі знаходиться серверна. Команда підбігає до дверей серверної кімнати, але вона виявляється закритою. Команда підриває її і Майкл забирає звідти жорсткий диск із даними. Після цього команда починає покидати будівлю. Як тільки вони підходять до сходів, вони обвалюються і команді доводиться шукати інші шляхи щоб вийти з будівлі. Команда біжить до іншого кінця будівлі сподіваючись знайти вихід там. По дорозі відбувається вибух і Франклін непритомніє. Коли він приходить до тями, то розуміє що відстав. Він починає наздоганяти інших. Майкл каже що до Франкліна йдуть агенти, які знають що вони не справжні пожежники. І дійсно, через декілька секунд Франклін натикається на агентів. Перестрілюючись з ним він просувається далі і нарешті наздоганяє інших. Команда біжить до ліфта, відкриває двері і починає спускатися вниз по тросах. Як тільки всі опиняються внизу, вони вибігають із будівлі, сідають в пожежну машину і їдуть до схованої завчасно машини для відходу. По дорозі всі переодягаються в звичайний одяг. Під'їхавши до машини для відходу, всі виходять з пожежної машини, знищують її, сідають в машину для відходу і їдуть додому до Лестера в Ель-Бурро-Хайтс, де Лестер, Майкл та Франклін починають святкувати вдало зроблену справу. |                     |               |             |

### Варіант із гелікоптером
| Назва | Місце               | Хто видає     | Хто виконує |
| --- | ------------------- | ------------- | ----------- |
| |                     |               |             |
| "The Bureau Raid" (укр. Напад на бюро) | Ла-Меса, Лос-Сантос | Напад на бюро |             |
| Майкл приходить до Лестера на ткацьку фабрику. Майкл розмовляє із Лестером про те, що ця справа допоможе йому почати життя із чистого листа. Лестер пояснює Майклу що в еру інтернету нічого не забувається і почати з чистого листа не вийде. Згодом приходить Франклін. Майкл із Франкліном спускаються вниз і сідають в машину Майкла, а Лестер залишається щоб підпалити і знищити ткацьку фабрику. Майкл і Франклін їдуть до будівлі Національного агентства національної безпеки, яка знаходиться на північний схід від міста. Там Майкл і Франклін зустрічаються із вибраними раніше стрільцем, водієм та хакером, після чого Майкл, Франклін, стрілець та пілот сідають в гелікоптер і летять в сторону міста. Спочатку за штурвалом сидить Майкл. Як тільки він набирає достатню висоту, він передає штурвал пілоту та разом із Франкліном і стрільцем стрибає із парашутом і приземляється на даху будівлі ФБР. Далі вони вирізають діру у вікні і пролазять всередину. Майкл іде до серверної кімнати. Її двері зачинені тому Майклу доводиться їх підірвати. Як тільки він підриває двері, спрацьовує сигналізація. Майкл заходить в середину, підключає свій телефон до комп'ютера і за допомогою хакерських програм на телефоні та підказок хакера зламує комп'ютер. Після цього Майкл починає процес видалення даних. Хакер попереджає його що скоро до них прибудуть агенти. І дійсно через декілька секунд прибігають агенти і починається перестрілка. Також на дах будівлі висаджується спецназ. Команда має тримати оборону поки триває процес видалення даних. Гелікоптер ФБР помічає гелікоптер команди і збиває його. Тепер команді треба шукати інші шляхи для відходу. Як тільки процес видалення даних завершується, Майкл забирає свій телефон і команда, перестрілюючись з агентами, починається спускатися вниз поверх за поверхом. Як тільки вони опиняються достатньо низько вони прив'язують троси та починають спускатися вниз по ним. По дорозі команді доводиться збити поліцейський гелікоптер, який почав стріляти по ним із кулемета. Як тільки команда опускається на землю, вони всі біжать до машини швидкої допомоги, яку для них приготував водій, сідають в неї і їдуть до будинку Франкліна в Вайнвуд-Хіллс. Там Майкл із Франкліном виходять з машини і заходять в будинок, де на них вже чекає Лестер, а водій із стрільцем їдуть далі. Лестер, Майкл та Франклін починають святкувати вдало зроблену справу. |                     |               |             |

## Лос-Сантос
| Назва | Місце                                      | Хто видає                         | Хто виконує |
| --- | ------------------------------------------ | --------------------------------- | ----------- |
| |                                            |                                   |             |
| "The Wrap Up" (укр. Розв'язка) | Рокфорд-Хіллс, Лос-Сантос                  | Дейв Нортон                       |             |
| Одразу після проникнення в будівлю ФБР, Майкл дзвонить Дейву Нортону і звітує про зроблене. Дейв Нортон каже Майклу, що їм треба поговорити про те, що компанія «Мерівезер» може створити їм великі проблеми і просить приїхати в «Кортц-центр» в Рокфорд-Хіллс. Згодом Майкл приїжджає туди і зустрічається з Дейвом Нортоном. Вони починають розмовляти, аж раптом з'являється Стів Хейнс та агент Санчез. Стів Хейнс цілиться з пістолета в Майкла та наказує Санчезу заарештувати Майкла та Дейва Нортона, але Майкл встигає дістати пістолет і націлити його на Стіва Хейнса. Через декілька секунд Санчез та Дейв Нортон націлюють пістолети один на одного. Аж раптом всіх їх оточують агенти Агентства міжнародних справ та спецназ. Агент Санчез зізнається що він таємно працював на Агентство міжнародних справ. Раптом з'являється бойовий гелікоптер компанії «Мерівезер». Спецназівець стріляє в ногу Стіву Хейнсу, а Стів Хейнс вбиває Санчеза пострілом в голову і всі розбігаються. Починається справжнє пекло. Майкл та Дейв Нортон із боєм пробиваються до виходу. Їх атакують численні групи агентів Агентства міжнародних справ, спецназу та найманців «Мерівезер». Також прилітає ще декілька бойових гелікоптерів компанії «Мерівезер». Раптом об'являється Тревор, який стоїть на даху та допомагає Майклу стріляючи по його ворогам із снайперської гвинтівки. Тревор також збиває один із гелікоптерів компанії «Мерівезер» застреливши пілота. Після того, як Майкл та Дейв Нортон нарешті добираються до виходу, вони сідають в свої машини та починають втікати. Тревор по рації каже Майклу їхати до ломбарду в Морнінгвуді щоб вони там поговорили. Сам Тревор летить туди на гелікоптері. Коли Майкл і Тревор зустрічаються на вказаному місці. Тревор каже, що хоче взяти участь в пограбуванні Федерального сховища і просить Майкла подзвонити Лестеру і сказати про це. |                                            |                                   |             |
| "Legal Trouble" (укр. Проблеми із законом) | Кіностудія «Річардс Маджестік», Лос-Сантос | Соломон Річардс                   |             |
| Майкл приходить в кабінет до Соломона Річардса, але на свій подив бачить там Девіна Вестона і його секретарку Моллі Шульц. Девін каже Майклу, що він збирається знести кіностудію і побудувати на її місці котеджі. Майклу це дуже не подобається. Далі в кабінет заходить і сам Соломон Річард тримаючи в руках плівку із фільмом. Моллі вимагає від нього віддати плівку. Соломон Річардс спочатку не хоче це робити, але потім все ж таки віддає їй плівку. Девін каже, що вона заховає її десь за кордоном. Майкл не витримує, відштовхує Девіна Вестона та біжить за Моллі. Вона сідає в машину і починає їхати в аеропорт. Майкл сідає у свою машину і починає їхати за нею. По дорозі Майлу на мобільний телефон дзвонить Девін Вестон і вимагає припинити переслідувати Моллі, але Майкл відмовляється. Девін каже Майклу що в нього всеодно нічого не вийде, бо Моллі ескортуватиме поліція. Через хвилину до машини Моллі під'їжджає декілька поліцейських машин, які починають їхати за нею. Налякана Моллі втискає педаль газу до підлоги і заїжджаючи на територію аеропорту починає ганяти по ньому на величезній швидкості намагаючись відірватися від Майкла. Врешті вона зупиняється і забігає в ангар. Майкл теж зупиняється, біжить за нею і бачить як Моллі, яка із необережності пробігає повз працюючий двигун літака, що стоїть в ангарі, засмоктує всередину двигуна. Перед тим як буди засмоктаною в двигун, вона випускає з рук плівку. Майкл підбирає плівку і починає вибиратися із аеропорту. Його переслідує величезна кількість поліції, але попри це Майкл відривається від них. |                                            |                                   |             |
| "Lamar Down" (укр. Ламар в халепі) | Вайнвуд-Хіллс, Лос-Сантос                  | Франклін Клінтон                  |             |
| Франклін відпочиває в себе вдома. Несподівано він чує дзвінок у двері. Франклін відчиняє двері і бачить свою подругу Танішу. Вона каже що Ламара викрали балласи і тримають на лісопилці біля Палето-Бей, тому Франклін має його врятувати. Франклін жаліється що йому все життя доводиться виправляти помилки Ламара, але все ж погоджується його врятувати. Франклін починає їхати до лісопилки і по дорозі дзвонить Лестеру. Він просить Лестера дізнатись що з Ламаром за допомогою комп'ютера і подзвонити Майклу і Тревору, що Лестер і робить. Коли Франклін приїжджає до лісопилки, він зустрічається з Майклом і Тревором, які все ще сваряться. Всі троє займають позиції. Франклін із Тревором заходять з різних боків і починають перестрілку з балласами, поки Майкл прикриває їх здалеку із снайперською гвинтівкою. Врешті Франклін знаходить Ламара і разом з ним просувається до машини перестрілюючись з балласами. Коли Франклін із Ламаром добираються до машини, вони сідають в неї і Франклін везе Ламара додому, поки Майкл із Тревором продовжують бій. По дорозі Франклін із Ламаром обговорюють ситуацію і приходять до висновку що Стретч здружився з балласами і підставив їх. Після того як Франклін привозить Ламара додому в них починається суперечка. Франклін звинувачує Ламара в тому, що він живе мріями і не хоче навіть намагатися позбавитися свого гангстерського стилю життя, а Ламар звинувачує Франкліна в тому, що він забув своїх друзів. Після цього Франклін починає йти геть, але натикається на Стіва Хейнса та Дейва Нортона. Стів Хейнс каже Франкліну, що він має вбити Тревора, бо він надто некерований, але Франклін каже що не робитиме цього. |                                            |                                   |             |
| "Meltdown" (укр. Чорна смуга) | Рокфорд-Хіллс, Лос-Сантос                  | Майкл Де Санта                    |             |
| Майкл збирається відвідати прем'єру свого фільму, тому їде до магазину одягу в Рокфорд-Хіллс, купує костюм і одягає його. Коли він виходить, на нього вже чекає Джиммі із лімузином. Майкл із Джиммі сідають в лімузин і їдуть на прем'єру до кінотеатру «Оріентал» на бульварі Вайнвуд. По дорозі Джиммі висовується в віконце на даху, п'є шампанське і кричить як він сам стане продюсером. Майкл із Джиммі приїжджають до кінотеатру і зустрічають там Соломона Річардса. Лазло тим часом бере у всіх інтерв'ю. Всі, окрім Майкла і Джиммі, які чекають на Аманду та Трейсі, заходять всередину. Раптом з'являється Девін Вестон, який натякає, що із Амандою і Трейсі щось сталося. Майкл і Джиммі сідають в лімузин і мчать додому. Коли вони приїжджають, вони бачать, що найманці з компанії «Мерівезер» штурмують їх будинок. Майкл наказує Джиммі сховатися, а сам дістає зброю і вступає в бій з найманцями. Один із них приставив пістолет до голови Трейсі, але Майкл вбиває його точним пострілом в голову. Аманда і Трейсі закриваються в кімнаті Трейсі, поки Майкл продовжує відбивати атаки найманців. Коли він відбив всі атаки, він іде назад до своєї родини до кімнати Трейсі, але один із найманців вистрибує із за кута, валить Майкла на підлогу та наставляє пістолет на нього. Джиммі підкрадається ззаду до цього найманця і вирубає його цим рятуючи Майкла. Через деякий час Майкл стоїть на пірсі в Дель-Перро-Біч і розмовляє по телефону із Лестером. Майкл розповідає Лестеру що трапилось. Лестер питає в Майкла чи він відмовиться від пограбування Федерального сховища. Майкл відповідає що нізащо і тоді Лестер каже Майклу приїжджати в стриптиз-клуб до Тревора якнайшвидше щоб підготувати та здійснити пограбування. |                                            |                                   |             |
| "Planning the Big Score" (укр. Плануючи велике пограбування) | Строберрі, Лос-Сантос                      | Пограбування Федерального сховища |             |
| Тревор, Лестер, Франклін та Майкл збираються в кабінеті Тревора в стриптиз-клубі щоб обговорити пограбування Федерального сховища. Тревор із Майклом починають сваритися, але Лестер їх зупиняє. Лестер пропонує два плани. Перший полягає в тому, що вони захоплять охоронців в інкасаторській машині в заручники і так проникнуть в сховище. Інший варіант полягає в тому, що поки Майкл буде відволікати правоохоронців імітуючи пограбування в вестибюлі банку, інші будуть бурити тунель до сховища. Майкл робить свій вибір і вибирає команду для цього завдання. |                                            |                                   |             |

## Пограбування Федерального сховища

### Варіант із викраденням інкасаторських фургонів
| Назва | Місце                 | Хто видає                         | Хто виконує |
| --- | --------------------- | --------------------------------- | ----------- |
| |                       |                                   |             |
| "The Big Score" (укр. Велике пограбування) | Строберрі, Лос-Сантос | Пограбування Федерального сховища |             |
| Майкл, Франклін та Тревор збираються в кабінеті Тревора в стриптиз-клубі, де на них вже чекає Лестер. Коли приходить один із стрільців, Лестер дає їм форму інкасаторів і вони переодягаються. Приходить також і хакер. Лестер показує хакеру комп'ютер, а тим часом Майкл, Франклін, Тревор і стрілець сідають у машину та їдуть до тунелю на межі Текстайл-Сіті та Піллбокс-Хілл, де мають проїжджати інкасаторські машини. Коли вони з'являються, Майкл випускає із машини на дорогу шипи та від'їжджає. Інкасаторські машини проїжджають по цим шипам, проколюють колеса і зупиняються. Команда виходить із машини тримаючи в руках автомати і змушує інкасаторів вийти із фургонів. Тим часом приїжджають двоє водіїв і починають дуже швидко міняти проколоті колеса інкасаторських фургонів. Коли вони поміняли всі колеса, команда вибирає одного із інкасаторів на ім'я Кейсі і Майкл сідає із ним в інкасаторський фургон. Інших садять в мінівен, на якому приїхали двоє водіїв, і один із водіїв відвозить їх геть. Тревор, стрілець та інший водій сідають в інший фургон і разом із інкасаторськими машинами їдуть до воріт Федерального сховища, а Франклін тим часом їде на свою позицію на машині. Коли фургони під'їжджають до воріт, Майкл змушує Кейсі показати своє посвідчення. Фургони заїжджають всередину, всі виходять і показують працівнику сховища свої посвідчення. Працівник веде Майкла, Тревора і Кейсі до сейфа, інші залишаються. Кейсі відкриває сейф, Тревор із Кейсі вивозять з нього два візка із золотом та везуть їх до інкасаторських фургонів. Команда завантажує візки із золотом в інкасаторські фургони, виїжджає зі сховища та їде до Строберрі щоб перевантажити золото в чотири легкові автомобілі. По дорозі Франклін попереджає команду, що до них їдуть машини компанії «Мерівезер», яка якимось чином дізналася, що вони грабують сховище. Хакер зламує міську систему керування світлофорами і Франклін перемикаючи світлофори зупиняє машини компанії «Мерівезер» червоним світлом світлофорів, а на шляху інкасаторських фургонів встановлює всі світлофори на зелене світло. Коли інкасаторські фургони приїжджають на місце, команда починає перевантажувати золото в машини. Але команді ще треба вирішити що робити із Кейсі. Тревор збирається його вбити, але Майкл зупиняє його, дає Кейсі один золотий злиток в обмін на мовчання і відпускає його. В цей же момент приїжджають найманці компанії «Мерівезер» і починається перестрілка. Як тільки команда відбиває всі атаки найманців, всі сідають в машини і починають втікати. Їх починає переслідувати поліція. Врешті машини заїжджають в тунель, в якому на них вже чекають дві фури. Машини заїзджають всередину них. Поліцейські, які не бачать щоб машини виїхали із тунелю, гублять їх. Фури приїжджають до Гранд-Сенора та висаджують Майкла, Франкліна і Тревора. Вони пересідають в іншу машину і їдуть додому до Майкла, де на них вже чекає Лестер. Коли вони приїжджають, між Тревором та Майклом починається сварка, яка переростає в сварку всіх із всіма. Після цього всі четверо розходяться ображеними. |                       |                                   |             |

### Варіант із тунелем
| Назва | Місце                 | Хто видає                         | Хто виконує |
| --- | --------------------- | --------------------------------- | ----------- |
| |                       |                                   |             |
| "The Big Score" (укр. Велике пограбування) | Строберрі, Лос-Сантос | Пограбування Федерального сховища |             |
| Майкл, Франклін та Тревор збираються в кабінеті Тревора в стриптиз-клубі, де на них вже чекає Лестер. Лестер дає їм костюми, вони переодягаються та відправляються на свої позиції. Майкл їде до вестибюлю банку, Франклін до тунелю метротраму поруч із сховищем, а Тревор із Лестером на аеродром Тревора за гелікоптером. Майкл із другим стрільцем вриваються в вестибюль банку та імітують пограбування, поки Франклін бурить тунель до сховища. Як тільки він пробурив тунель, він підриває двері кліток із золотом і починає відбивати атаки спецназу, поки перший стрілець вивозить золото із сховища. Тим часом Тревор із Лестером на одному гелікоптері і перший водій на другому гелікоптері підлітають до діри, яка веде до тунелю метротраму. Франклін із першим стрільцем чіпляють клітки із золотом до гелікоптерів, які після цього піднімаються і летять геть. Майкл, Франклін та стрільці починають із боєм прориватися до парковки, де стоїть їхня машина для відходу. По дорозі Лестер їх попереджає що «Мерівезер» знає що вони грабують Федеральне сховище і може спробувати їм завадити. Через декілька секунд дійсно з'являється бойовий гелікоптер компанії «Мерівезер». Команда збиває його і продовжує із боєм прориватися до парковки. На парковці їм доводиться вступити в бій із спецназом ФБР. Як тільки команда відбивається і від нього, всі сідають в машину і відриваються від переслідування поліції. Тревор, Лестер і перший водій тим часом летять на гелікоптерах до потяга, яким керує другий водій і який чекає на них на сході штату. Їхні гелікоптери атакують бойові гелікоптери компанії «Мерівезер», але Лестер збиває їх із гранатомета. Гелікоптери ставлять клітки із золотом на платформу потяга і летять до аеродрому в Грепсіді. Як тільки вони сідають там, туди приїжджає машина із Майклом, Франкліном і стрільцями. Майкл каже стрільцям і водію, що як тільки вони продадуть золото, ті отримають свою частину грошей. І коли вони її отримають, вони не повинні розкидатися грошима, інакше їх помітять. Після цього Лестер каже Майклу і Тревору сідати назад в гелікоптер щоб перевезти золото в більш надійне місце, а Франклін тим часом їде додому. |                       |                                   |             |

## Кінцівка
Франклін відпочиває в себе вдома коли хтось дзвонить йому в двері. Франклін відчиняє двері і на свій подив бачить Девіна Вестона. Девін Вестон каже Франкліну, що Майкл де Санта зрадив його і заважає його бізнесу, тому Франклін має його вбити. Франклін каже, що Стів Хейнс та Дейв Нортон наказали йому вбити Тревора, але Девін Вестон відповідає що йому варто зробити лише один дзвінок щоб їх звільнити. Девін Вестон питає який Франклін робить вибір. Франклін відкриває двері і посилає Девіна Вестона до одного місця. Девін йде геть. Франклін тепер має зробити вибір: вбити Тревора, вбити Майкла або врятувати обох.

### Вбити Тревора
| Назва | Місце                                | Хто видає      | Хто виконує |
| --- | ------------------------------------ | -------------- | ----------- |
| |                                      |                |             |
| "Something Sensible" (укр. Щось чутливе) | Вітряки «Ron Alternates», Лос-Сантос | Майкл Де Санта |             |
| Франклін вирішує вбити Тревора, тому дзвонить йому і каже що їм треба зустрітися. Тревор пропонує зустрітися в Ель-Бурро-Хайтс. Одразу після цього Франклін дзвонить Майклу, розказує що збирається зробити і просить його допомогти, але Майкл каже що це справа тільки Франкліна. Франклін їде на зустріч із Тревором до вказаного місця і чекає там на нього. Через деякий час Тревор приїжджає, виходить з машини, вітається з Франкліном і питає чи не для того Франклін прийшов щоб знов намагатися примирити його з Майклом. Франклін дістає пістолет, наставляє його на Тревора і каже йому, що той іноді стає занадто страшний і неконтрольований. Тревор стрибає назад в машину і починає втікати. Франклін женеться за ним. Через декілька хвилин погоні, Франкліну дзвонить Майкл і питає де він. Франклін каже йому де знаходиться. Майкл розганяється на своїй машині до величезної швидкості і таранить машину Тревора так, що вона врізається в цистерну із пальним. Пальне із цистерни починає виливатися на машину Тревора і його самого. Через декілька секунд під'їжджає Франклін і стріляє в калюжу із палива. Паливо спалахує, а разом із ним Тревор і його машина. Тревор декілька секунд кричить від болю поки горить, аж нарешті його машина вибухає і вбиває його. Майкл із Франкліном ідуть геть з того місця. По дорозі Майкл каже Франкліну, що Тревор завжди був нестримним, завжди був скаженим, після чого вони розходяться. |                                      |                |             |

### Вбити Майкла
| Назва | Місце                                | Хто видає      | Хто виконує |
| --- | ------------------------------------ | -------------- | ----------- |
| |                                      |                |             |
| "The Time's Come" (укр. Час настав) | Вітряки «Ron Alternates», Лос-Сантос | Майкл Де Санта |             |
| Франклін вирішує вбити Майкла, тому дзвонить йому і каже що їм треба зустрітися. Майкл пропонує зустрітися біля вітряків «Ron Alternates» на сході штату. Одразу після цього Франклін дзвонить Тревору, розказує що збирається зробити і просить його допомогти, але Тревор відмовляється і називає Франкліна зрадником. Франклін їде на зустріч із Майклом до вказаного місця і чекає там на нього. Через деякий час Майкл приїжджає, виходить з машини і вітається з Франкліном. В Майкла дзвонить телефон. Він відповідає. Йому дзвонить Аманда щоб сказати, що Трейсі поступає до коледжу. Після того як він кладе слухавку, він починає розмовляти із Франкліном. Із розмови він розуміє що Франклін збирається його вбити. Франклін дістає пістолет і стріляє в сторону Майкла, але той встигає сховатися за своє машиною. Майкл залізає в свою машину і починає втікати. Франклін женеться за ним. Врешті Майкл зупиняється на території електростанції, вибігає з машини і починає втікати по сходам і платформам електростанції. Франклін біжить за ним. Майкл піднімається на вежу і йому стає нікуди далі бігти. Франклін підіймається до нього і Майкл наставляє на нього пістолет. Коли Майкл стріляє Франклін встигає відстрибнути. Франклін оббігає навколо вежі з іншої сторони і штовхає Майкла на підлогу. Майкл при цьому впускає свій пістолет. Між ними починається бійка, яка закінчується тим, що Франклін перекидає Майкла через перила. Майкл падає і розбивається насмерть. Франклін спускається вниз та йде геть, по дорозі дзвонячи Ламару. |                                      |                |             |

### Врятувати обох
| Назва | Місце                       | Хто видає    | Хто виконує |
| --- | --------------------------- | ------------ | ----------- |
| |                             |              |             |
| "The Third Way" (укр. Третій варіант) | Ель-Бурро-Хайтс, Лос-Сантос | Лестер Крест |             |
| Франклін вирішує врятувати Майкла і Тревора, тому дзвонить Лестеру і каже що в нього великі проблеми. Лестер каже Франкліну приїхати до його дому, що Франклін і робить. Франклін пояснює Лестеру ситуацію. Лестер спочатку каже Франкліну що в нього немає вибору, але дізнавшись з інтернету що Девін Вестон володіє одинадцятьма відсотками компанії «Мерівезер» і подумавши придумує план порятунку Майкла та Тревора. Вони мають розпустити чутки, що вони переплавляють золото на ливарні щоб заманити в пастку ФБР та «Мерівезер». Лестер каже що подзвонить Майклу та Тревору, а Франклін виходить на вулицю, дзвонить Ламару і каже йому що потребує його допомоги. Ламар погоджується допомогти, тому Франклін їде до нього додому, підбирає його і вони разом їдуть до ливарні в Мур'єта-Хайтс. Коли вони приїжджають, Франклін просить Ламара стояти ззовні і подзвонити йому якщо хтось приїде, а сам заходить всередину і зустрічається із Майклом і Тревором. Майкл із Тревором стоять навпроти один одного наставивши на один одного зброю. Франклін намагається їх напоумити, але йому дзвонить Ламар і попереджає, що до них хтось іде. Всі троє їдуть на свої позиції. Майкл стрілятиме із снайперської гвинтівки, а Тревор із кулемета. Через декілька секунд прибуває спецназ ФБР та найманці з «Мерівезер». Майкл, Франклін, Тревор та Ламар вступають з ними в запеклий бій. Після того, як вони вбили всіх спецназівців та найманців, вони вирішують що це тільки початок. Їм ще треба вбити Девіна Вестона, Стіва Хейнса, Вей Ченга та Стретча. Франклін дзвонить Лестеру і просить визначити місцезнаходження вищеназваних людей. Лестер повідомляє їм що Стів Хейнс знімає своє шоу «Зворотня сторона раю» в Дель-Перро-Біч, Стретч, справжнє ім'я якого Гарольд Джозеф, знаходиться біля центру відпочинку Бі-Джей Сміта в Чемберлен-Хіллс, а Вей Ченг знаходиться в клубі в Пасіфік-Блаффс. Тревор відправляється вбивати Стіва Хейнса, Майкл відправляється вбивати стретча, а Франклін відправляється вбивати Вея Ченга. Тревор приїжджає до пірсу в Дель-Перро-Біч. Стів Хейнс та його оператор сидять в кабінці оглядового колеса і знімають телешоу. Тревор вбиває Стіва Хейнса зі снайперської гвинтівки. Тим часом Майкл знаходить Стретча в Чемберлен-Хіллс і вбиває його разом із всіма балласами, які стоять поруч із ним. Франклін же знаходить Вея Ченга в Пасіфік-Блаффс. Вей Ченг помічає Франкліна і починає втікати на своїй машині разом із двома машинами охорони. Франклін наздоганяє і вбиває Вея Ченга разом із його охороною. Після цього Тревор приїжджає до маєтку Девіна Вестона в Тонгва-Хіллс, вбиває всіх найманців з компанії «Мерівезер», які охороняють його, і добирається до самого Девіна Вестона, який сховався в ящику. Тревор дістає його звідти, вирубає потужним ударом, кладе в багажник його машини і їде на цій машині на зустріч із Майклом і Франкоіном на узбережжя біля Заповідника гори Чилліад. Коли всі троє збираються на цьому місці, вони відкривають багажник, де лежить зв'язаний і переляканий Девін Вестон, кажуть йому останні напутні слова, закривають багажник і штовхають машину з обриву. Машина падає вниз, а через декілька секунд ще й вибухає. Всі троє прощаються і розходяться. |                             |              |             |

## Місії культу «Епсилон»
| Назва | Місце                           | Хто видає       | Хто виконує |
| --- | ------------------------------- | --------------- | ----------- |
| |                                 |                 |             |
| "Seeking the Truth" (укр. Шукаючи істину) | Каньйон Ратон, округ Блейн      | Культ «Епсилон» |             |
| Перед місією Майкл заходить на сайт культу «Епсилон», натискає кнопку «Оцінити особистість», проходить мінітест і йому видаються результати. Внизу сторінки написано знайти червоний пікап, стати біля нього, підняти праву руку і сказати «Відведи мене до мого батька-батька, брата-дядька, Кіфлом». Майкл їде до каньйону Ратон, де стоїть червоний пікап. Майкл підходить до нього, піднімає праву руку і каже слова. До нього підходять двоє чоловіків в блакитних куртках та вирубають його. Майкл отямлюється посеред пустелі Гранд-Сенора. На ньому одні лише майка та труси. |                                 |                 |             |
| "Accepting the Truth" (укр. Приймаючи істину) | Центральний Вайнвуд, Лос-Сантос | Культ «Епсилон» |             |
| Майкл приїжджає до приміщення в Центральному Вайнвуді, як його раніше попросив культ «Епсилон». Майкл заходить в це приміщення і бачить що це склад. Через декілька секунд туди входить жінка на ім'я Марні Аллен та розповідає що завдяки культу вона позбавилась від наркозалежності та заняття проституцією. Вона пропонує Майклу трактат культу «Епсилон» який відкриє йому неймовірну правду всього за п'ять тисяч доларів. Майкл виказує невдоволенням такою високою ціною, але Марні відповідає що цей інструмент просвітлення безцінний. До приміщення входить якийсь чоловік і підтримує Марні кажучи що це варте всіх коли-небудь зароблених грошей. Після цього Марні із цим чоловіком йдуть геть. |                                 |                 |             |
| "Assuming the Truth" (укр. Припускаючи істину) | Грейпсід, округ Блейн           | Культ «Епсилон» |             |
| Майкл приїжджає на зустріч із культом «Епсилон» в округ Блейн. Коли він приїжджає, він бачить Марні, яка медитує. Вона вітається із Майклом і каже що справжнє ім'я Майкла — Золаг. Вона також розповідає Майклу, що він в минулому житті був королем в небесному місті і сили зла вигнали його звідти. Після цього Марні просить Майкла дістати декілька машин для членів культу. Пізніше Майкл починає діставати ці машині та привозити їх в гараж культу в Вайнвуд-Хіллс. |                                 |                 |             |
| "Chasing the Truth" (укр. Ловлячи істину) | Грейпсід, округ Блейн           | Культ «Епсилон» |             |
| Майкл знову приїжджає на зустріч із культом «Епсилон» в округ Блейн. Коли він приїжджає, він зустрічає Марні і ще якогось чоловіка, якого Марні представляє йому як кінозірку Джиммі Бостона. Тепер вже Марні називає Майкла Зондаром, а не Золагом, як попереднього разу. Вони дають Майклу якийсь пристрій і кажуть йому шукати щось позаземне. Цей пристрій починає блимати та пищати коли Майкл наближається до якогось предмету. Майкл починає шукати, але спочатку знаходить старий телевізор, потім коробку, а потім і старий чобіт. Майкл віддає цей чобіт Марні і вона разом із Джиммі Бостоном іде геть. |                                 |                 |             |
| "Bearing the Truth" (укр. Несучи істину) | Центральний Вайнвуд, Лос-Сантос | Культ «Епсилон» |             |
| Майкл зустрічає Марні в Центральному Вайнвуді коли вона пише балончиком культові тексти на стіні. Марні каже що саме сьогодні буде написаний трактат. Вона також каже Майклу що щоб здобути повагу від їхнього лідера Кріса Формажа він має купити форму культу «Епсилон» та носити її не знімаючи десять днів підряд. Майкл купує форму за 25 тисяч доларів і носить її десять днів. |                                 |                 |             |
| "Delivering the Truth" (укр. Доставляючи істину) | Форт-Занкудо, округ Блейн       | Культ «Епсилон» |             |
| Перед місією Майкл отримує повідомлення від Джиммі Бостона, що треба забрати якусь реліквію, яка знаходиться біля військової бази в Форт-Занкудо. Майкл приїжджає туди і бачить блакитний літак, біля якого стоїть Джиммі Бостон. Він просить Майкла полетіти до аеродрому в пустелі Гранд-Сенора. Майкл сідає в літак і летить туди. Там його зустрічає Джиммі, яких приїхав туди на машині, і забирає літак. |                                 |                 |             |
| "Exercising the Truth" (укр. Випробовуючи істину) | Гранд-Сенора, округ Блейн       | Культ «Епсилон» |             |
| Майкл приїжджає на зустріч із культом «Епсилон» в округ Блейн. Там він зустрічає Марні, Джиммі Бостона та ще якогось чоловіка. Вони кажуть що задоволені успіхами Майкла і вручають йому медаль. З встановленого поруч гучномовця починає лунати голос лідера культу Кріса Формажа. Він вітає Майкла і каже йому що той дуже близький до просвітлення. Марні каже Майклу, що щоб просунутися ближче до просвітлення йому треба пробігти вісім миль по пустелі. Майкл починає бігати і коли він пробіг всі вісім миль йому дзвонить Кріс Формаж і запрошує до будівлі культу «Епсилон» в Рокфорд-Хіллс. |                                 |                 |             |
| "Unknowing the Truth" (укр. Відрікаючись від істини) | Рокфорд-Хіллс, Лос-Сантос       | Культ «Епсилон» |             |
| Майкл приїжджає до будівлі культу «Епсилон» в Рокфорд-Хіллс і зустрічає там Кріса Формажа. Він починає розповідати Майклу про трактат культу, а його помічники тим часом завантажують в машини сумки з грошима. Кріс Формаж просить Майкла відвезти машину з грошима до його гелікоптера в Бертоні. Майкл сідає в машину. В нього є вибір як вчинити далі. Варіант 1: Майкл відвозить машину до гелікоптера. Біля гелікоптера він зустрічає члена культу, який веде його до парковки неподалік і дарує йому старий іржавий трактор. Після цього Майкл отримує повідомлення від Кріса Формажа, в якому він запрошує Майкла приєднатися до написання трактату. Варіант 2: Майкл починає втікати із грошима. Його переслідують інші члени культу на машинах та гелікоптер. Майкл збиває гелікоптер та відривається від переслідування інших членів культу, а потім і від поліції. Майкл присвоює собі $2,100,000 які лежать в багажнику машини. Після цього йому дзвонить Кріс Формаж і починає погрожувати. |                                 |                 |             |